# Simiane-la-Rotonde
Simiane-la-Rotonde est une commune française située dans le département des Alpes-de-Haute-Provence, en région Provence-Alpes-Côte d'Azur.
Le nom de ses habitants est Simianais.
Simiane a reçu le label « village et cité de caractère ».

## Géographie

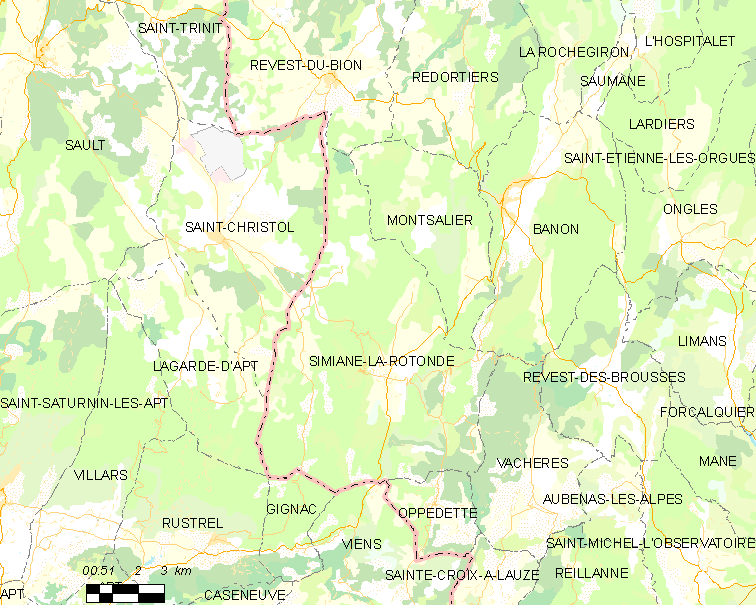
Simiane-la-Rotonde et les communes voisines (cliquez sur la carte pour accéder à une grande carte avec la légende).

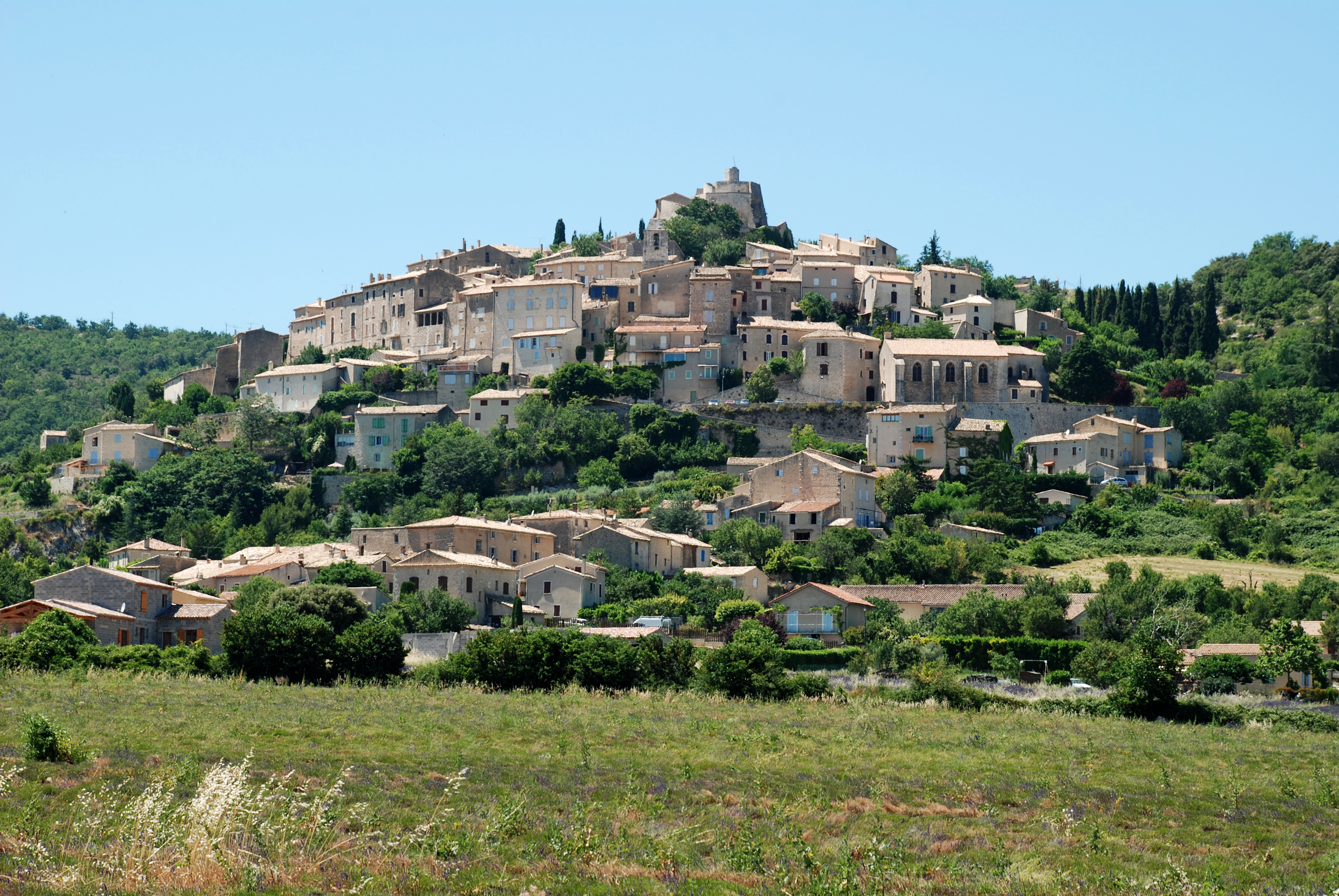
Vue d'ensemble du village.

Simiane-la-Rotonde est située à 630 m d'altitude dans les monts de Vaucluse, dans le département des Alpes-de-Haute-Provence, à la limite du département de Vaucluse.
Les communes limitrophes de Simiane-la-Rotonde sont Revest-du-Bion, Montsalier, Banon, Vachères, Oppedette, Viens, Gignac, Rustrel, Lagarde-d'Apt et Saint-Christol (ces quatre dernières communes sont situées dans le département de Vaucluse).
Villes les plus proches : Apt, Sault (Vaucluse), Forcalquier et Manosque (Alpes-de-Haute-Provence).

### Géologie
La commune, dans sa partie occidentale, est située sur un substrat de couches de calcaires à faciès urgonien (Crétacé). Ce calcaire se présente selon un modelé karstique avec lapiaz, avens et dolines. Il est associé à des couches sédimentaires du Bédoulien et de calcarénites du Barrémien (Secondaire), recouvert par des colluvions et alluvions siliceuses et des argiles de décalcification du Quaternaire.
Ce plateau calcaire, percé d'avens, est un énorme bassin d'alimentation qui va de la montagne de Lure jusqu’au mont Ventoux. Les rivières souterraines du plateau alimentent la résurgence de la fontaine de Vaucluse. On a recensé plus de deux cents gouffres ou avens, dont l'aven du Rousti, aux ouvertures parfois très étroites et difficilement repérables.

### Relief
Le territoire de la commune est un plateau entaillé par les gorges de Vaumale. Il présente de nombreux avens.

### Hydrographie
La commune de Simiane est traversée par le Calavon, la Riaille, ainsi que par le ravin de la Prée.

### Environnement
La commune compte 3 143 ha de bois et forêts, soit 46 % de sa superficie.

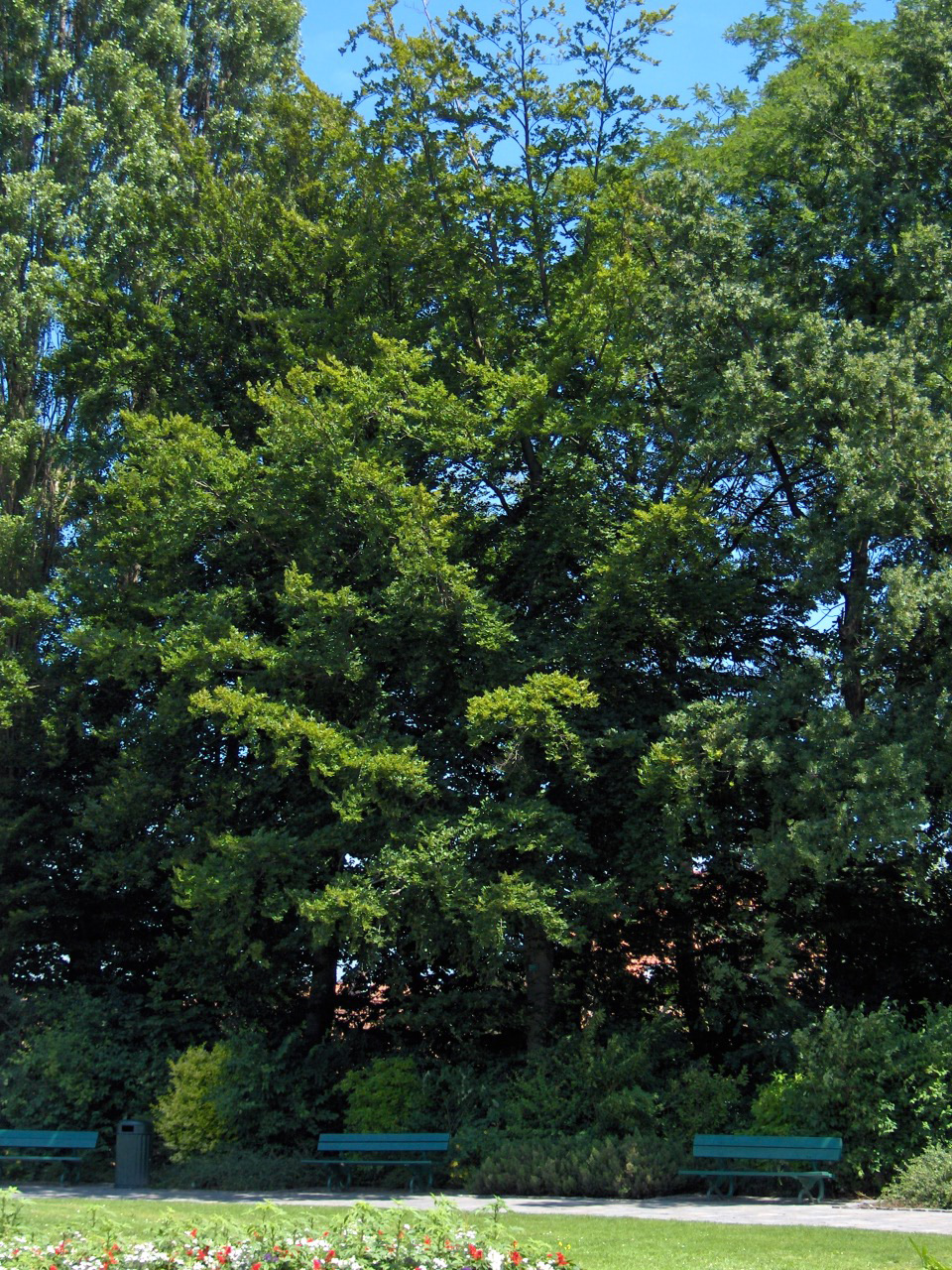
Hêtre.

#### Flore
Sur le plateau d'Albion, et donc sur le territoire de la commune, la flore et les espèces arbustives sont de type montagnard ou supra-méditerranéen et oro-méditerranéen. La sylve est composée de chêne pubescent, chêne vert, chêne sessile, hêtre, tremble, bouleau, pin sylvestre, pin maritime, genêt à balais, bruyère callune et châtaignier.
On rencontre aussi sous forme de landes ou de garrigues la bugrane striée, le brome dressé, le thym, le genêt cendré et la lavande à feuilles étroites. Plus spécifiques des champs, des talus ou des dolines se multiplient la gagée des champs, l'ophioglosse des marais, la danthonie des Alpes, la Ventenatée douteuse et le ciste à feuilles de laurier.
Plus rares, mais spécifiques au plateau, on trouve l'adonis flamme, l'aspérule des champs, la Caméline à petits fruits, le gaillet à trois pointes, le Grand polycnémum, le buplèvre à feuilles rondes, la nielle des blés, l'androsace à grand calice et la vachère d'Espagne.

#### Champignons
Liées à une ou quelques espèces d'arbre, les champignons abondent, en saison, sur le plateau. On y trouve, le lactaire délicieux, dit pinin, le lactaire sanguin (Lacterius sanguifluus), dit sanguin, les bolets dont le cèpe tête-de-nègre, les chanterelles dont la girolle (Cantharellus cibarius), sans oublier le pied-de-mouton, (Hydnum repandum) et surtout le petit gris ou griset du Ventoux (Tricholoma myomyces).

Quelques types de champignons poussant à Simiane-la-Rotonde.
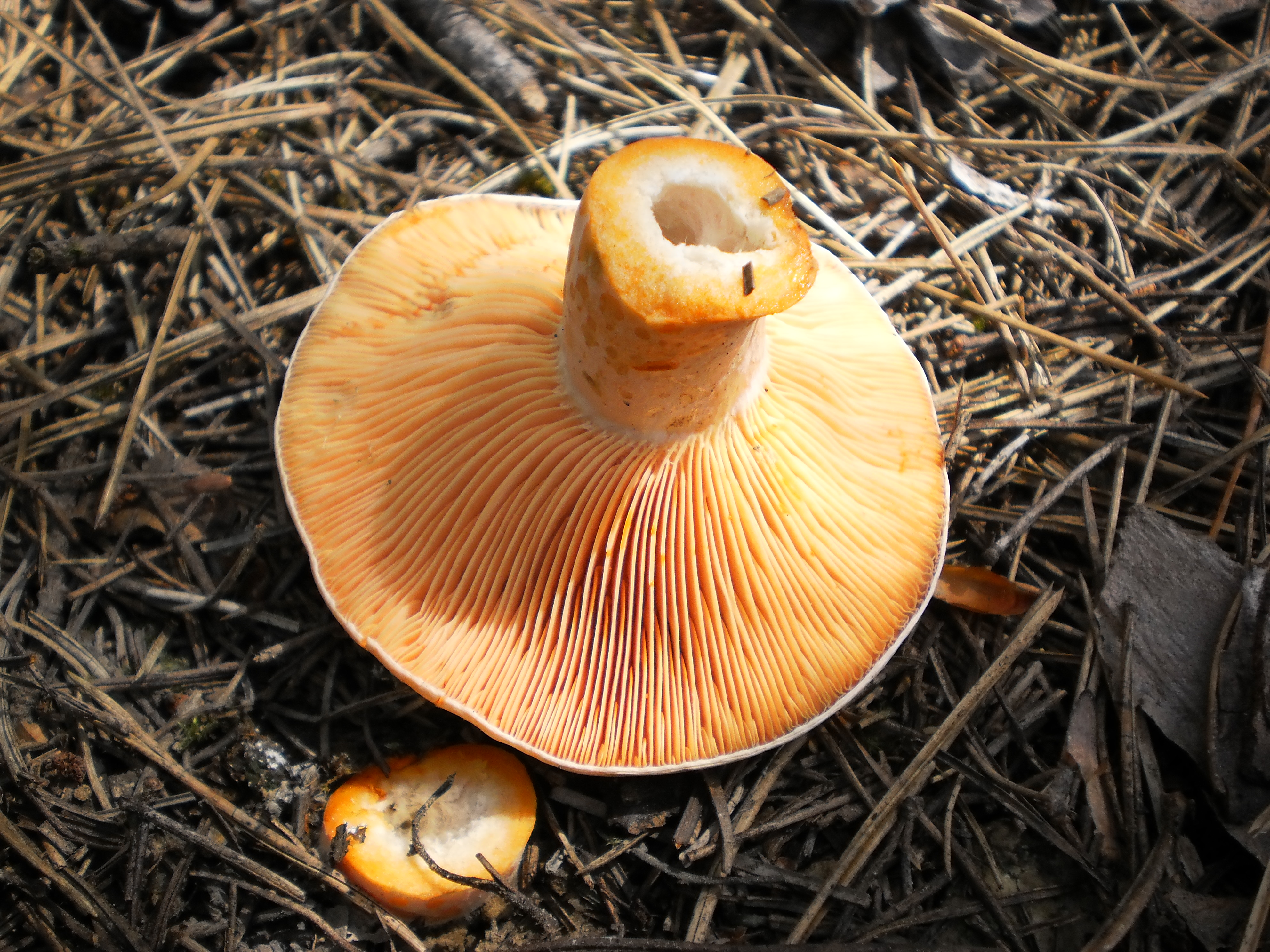
Lactaire délicieux (pinin).
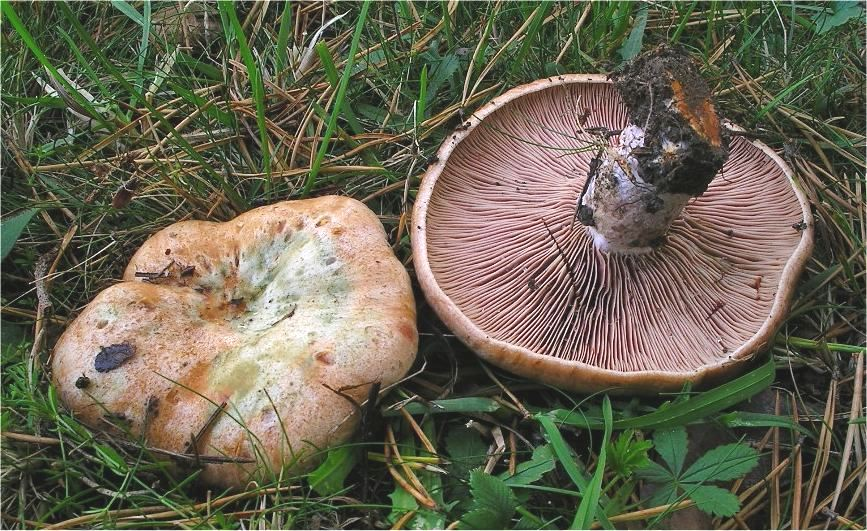
Lactaire sanguin (sanguin).
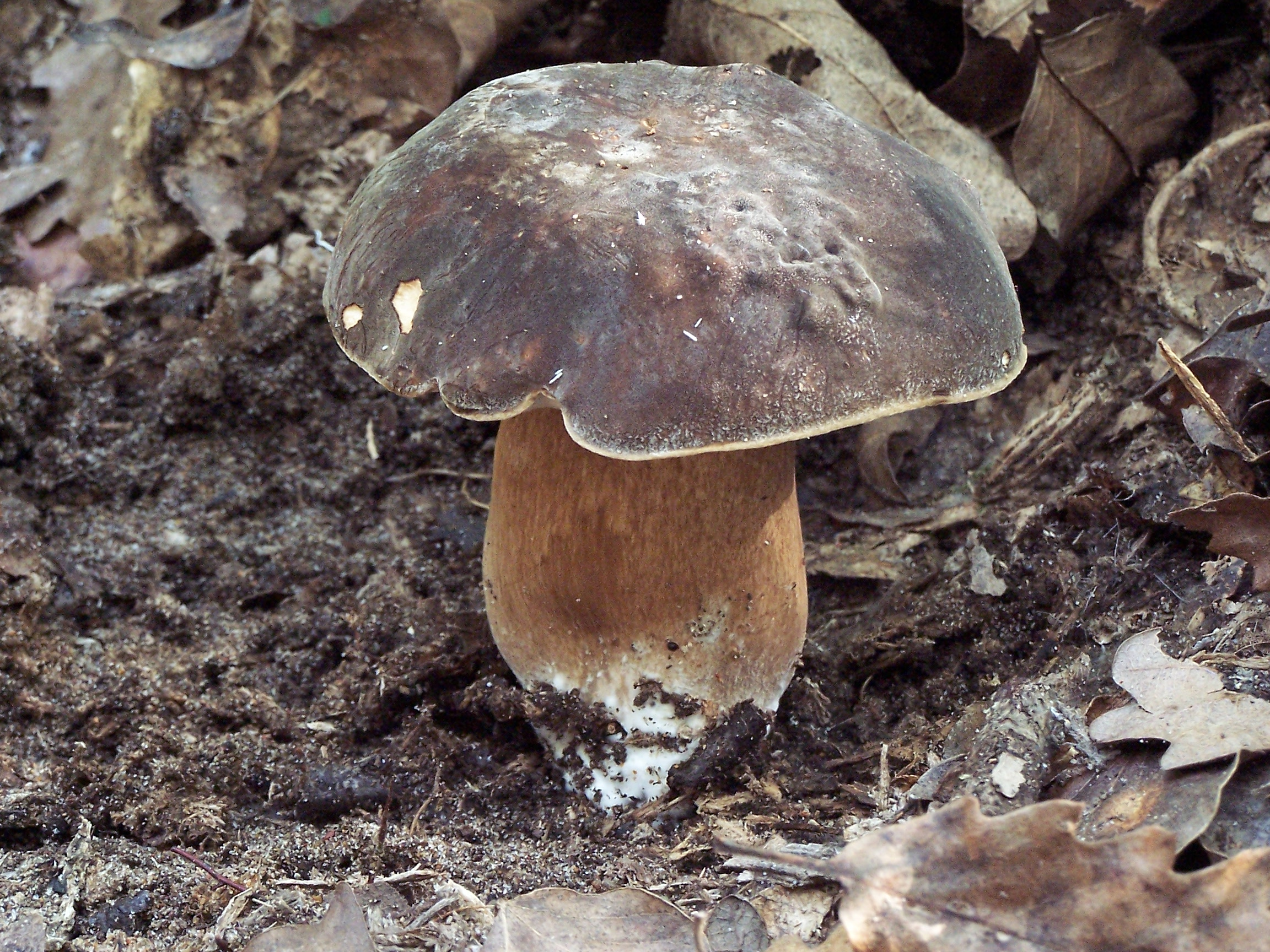
Bolet tête-de-nègre.
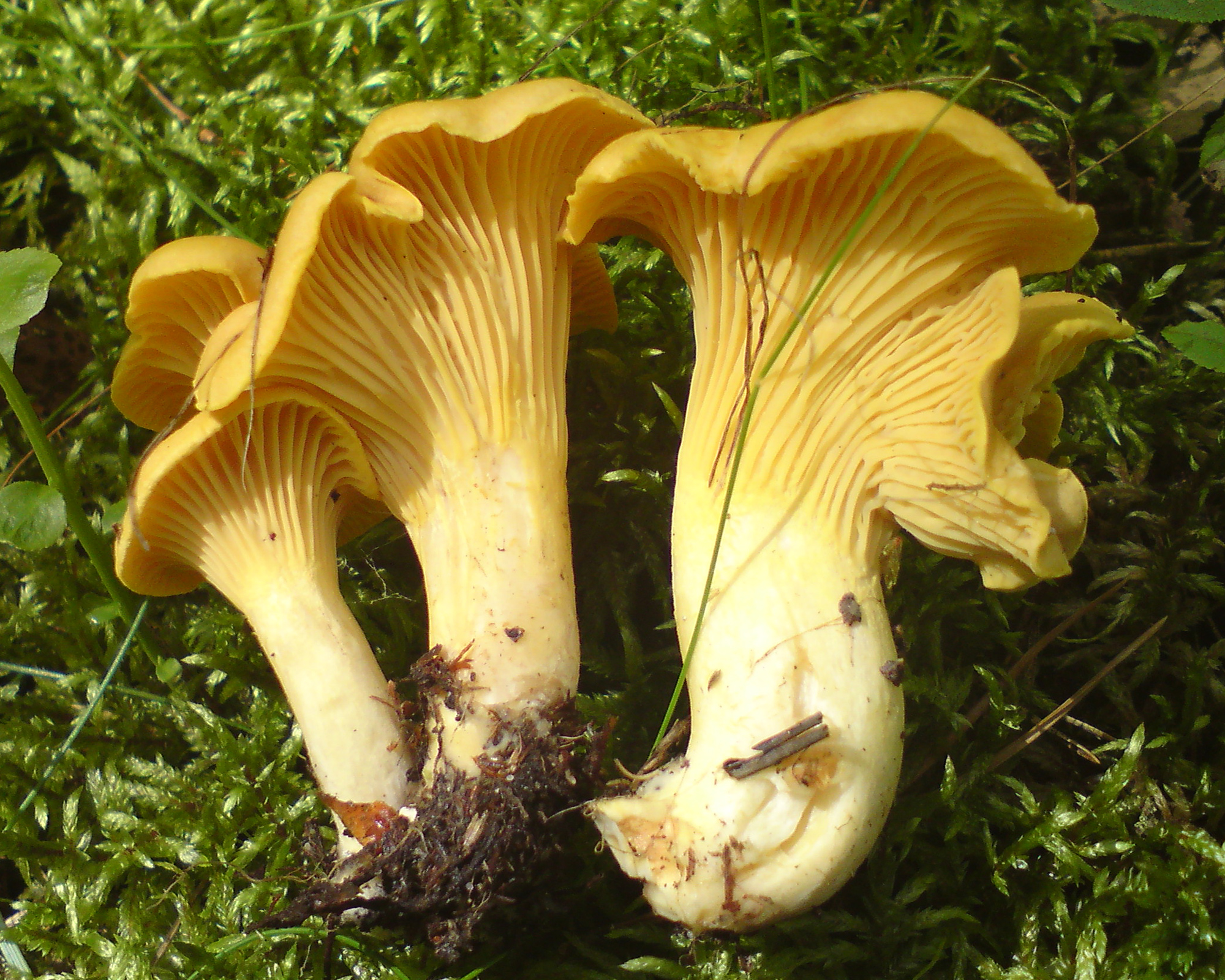
Chanterelle.
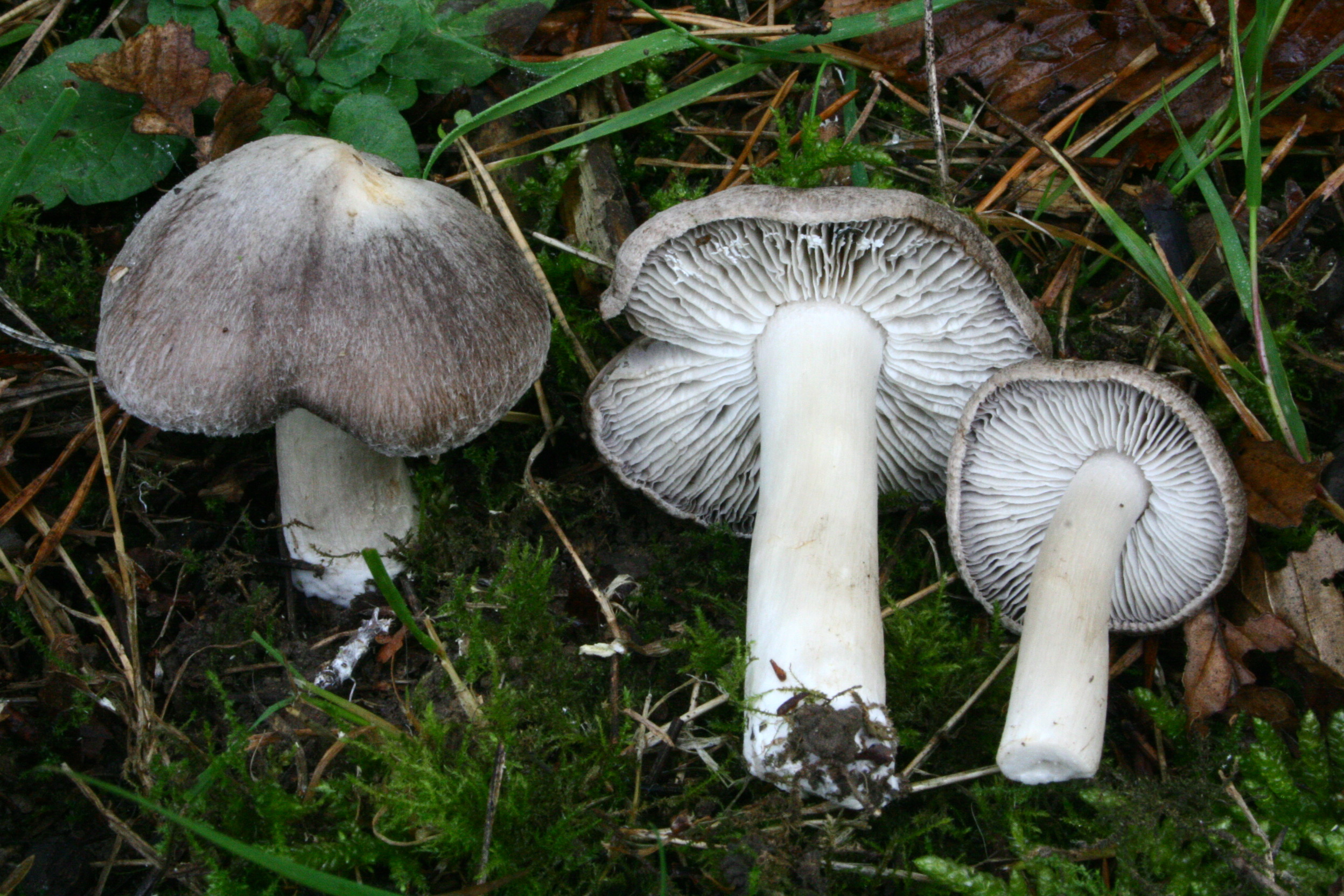
Grisets du Ventoux.

#### Faune

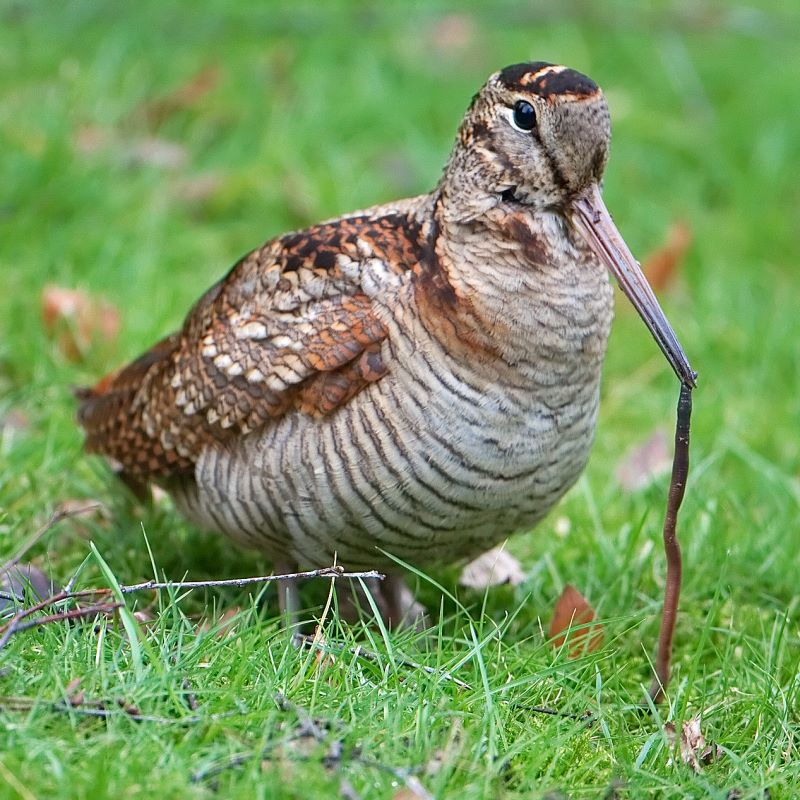
Bécasse des bois.

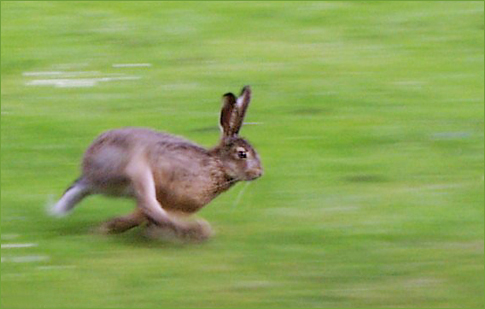
Lièvre.

On trouve des insectes dont les plus caractéristiques sont le grand capricorne, le lucane cerf-volant et l'écaille chinée, des reptiles tels que la vipère aspic, venimeuse mais qui fuit au moindre bruit de nombreuses espèces de couleuvres dont la couleuvre à échelons, la couleuvre verte et jaune et la couleuvre de montpellier, et des batraciens rares tels le pélodyte ponctué et la salamandre.
De nombreux oiseaux nichent sur plateau dont les pies grièches (pie-grièche à tête rousse, pie-grièche écorcheur, pie-grièche méridionale, pie-grièche à poitrine rose), les bruants (bruant fou, bruant ortolan, bruant proyer). S'y ajoutent des granivores (caille des blés, moineau soulcie), des insectivores (fauvette orphée, guêpier d'Europe, huppe fasciée, œdicnème criard, pic épeichette, râle des genêts, torcol fourmilier) et des espèces omnivores (cochevis huppé, bécasse des bois, outarde canepetière).
En plus de ces espèces, on retrouve nombre de rapaces diurnes prédateur de la faune locale d'une part, tels que le circaète Jean-le-blanc, le busard cendré, l'aigle royal, l'aigle botté, l'autour des palombes, le faucon hobereau et la bondrée apivore, ou nocturnes d'autre part, comme le petit-duc scops, le grand-duc d'Europe, la chouette chevêche et la chouette de Tengmalm.
Se rencontrent aussi fréquemment des grands et petits mammifères tels que le cerf élaphe, le chevreuil, le sanglier, le renard, le lièvre et le lapin. Il est à signaler la présence de chauves-souris, espèce prédatrice et nocturne (grand rhinolophe, petit rhinolophe, noctule de Leisler).

### Voies de communication et transports

#### Voies routières
La commune de Simiane-la-Rotonde est desservie par la route départementale RD 51, entre Gignac, dans le Vaucluse et Banon, dans les Alpes-de-Haute-Provence.

#### Services autocars

##### Lignes régionales, réseauZou!
- 1 ligne de PROXIMITÉ :

| Ligne | Tracé                            |
| ----- | -------------------------------- |
| 926   | Apt ↔ Simiane-la-Rotonde ↔ Banon |

### Hameaux et lieux-dits
Anciennes communes associées :
- Carniol
- Boulinette

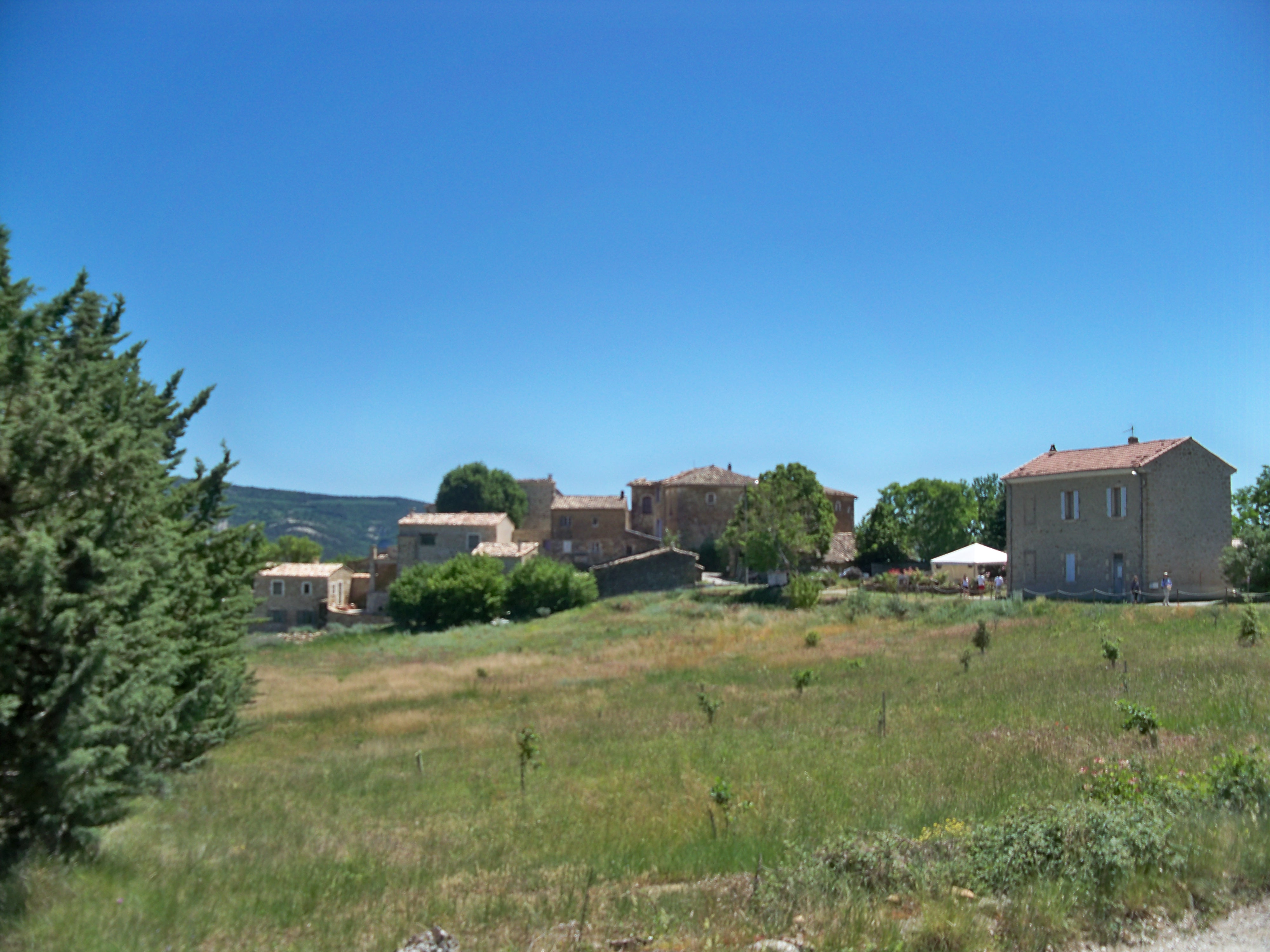
Commune associée : le hameau de Boulinette.

Par arrêté préfectoral, ces communes associées ont été supprimées de manière effective à partir du 1er janvier 2015 et fusionnées à la commune de Simiane.
Hameaux
- Cheyran
- Chavon

### Climat
Pour des articles plus généraux, voir Climat de Provence-Alpes-Côte d'Azur et Climat des Alpes-de-Haute-Provence.
En 2010, le climat de la commune est de type climat méditerranéen altéré, selon une étude du Centre national de la recherche scientifique s'appuyant sur une série de données couvrant la période 1971-2000. En 2020, Météo-France publie une typologie des climats de la France métropolitaine dans laquelle la commune est dans une zone de transition entre le climat de montagne et le climat méditerranéen et est dans la région climatique Provence, Languedoc-Roussillon, caractérisée par une pluviométrie faible en été, un très bon ensoleillement (2 600 h/an), un été chaud (21,5 °C), un air très sec en été, sec en toutes saisons, des vents forts (fréquence de 40 à 50 % de vents > 5 m/s) et peu de brouillards.
Pour la période 1971-2000, la température annuelle moyenne est de 11,4 °C, avec une amplitude thermique annuelle de 16,9 °C. Le cumul annuel moyen de précipitations est de 888 mm, avec 6,5 jours de précipitations en janvier et 3,6 jours en juillet. Pour la période 1991-2020, la température moyenne annuelle observée sur la station météorologique de Météo-France la plus proche, « Saint-Christol », sur la commune de Saint-Christol à 8 km à vol d'oiseau, est de 10,0 °C et le cumul annuel moyen de précipitations est de 1 015,3 mm. 
La température maximale relevée sur cette station est de 39,3 °C, atteinte le 28 juin 2019 ; la température minimale est de −20,1 °C, atteinte le 19 février 1983,,.
Les paramètres climatiques de la commune ont été estimés pour le milieu du siècle (2041-2070) selon différents scénarios d'émission de gaz à effet de serre à partir des nouvelles projections climatiques de référence DRIAS-2020. Ils sont consultables sur un site dédié publié par Météo-France en novembre 2022.

### Risques majeurs
Aucune des 200 communes du département n'est en zone de risque sismique nul. Le canton de Banon auquel appartient Simiane-la-Rotonde est en zone 1a (sismicité très faible mais non négligeable) selon la classification déterministe de 1991, basée sur les séismes historiques
, et en zone 3 (risque modéré) selon la classification probabiliste EC8 de 2011. La commune de Simiane-la-Rotonde est également exposée à deux autres risques naturels :
- feu de forêt ;
- mouvement de terrain : dans la partie est de la commune, de nombreux versants sont concernés par un aléa moyen à fort[19].

La commune de Simiane-la-Rotonde n’est exposée à aucun des risques d’origine technologique recensés par la préfecture; aucun plan de prévention des risques naturels prévisibles (PPR) n’existe pour la commune et le Dicrim n’existe pas non plus.

### Toponymie
Le nom du village, tel qu’il apparaît la première fois au XIe siècle (castri Simianæ), dérive du gentilice romain Simius, augmenté du suffixe -ana, ce qui signifie domaine de Simius. Le nom propre Simius provient probablement du nom commun simius, singe, d’où le « domaine du singe »,,. La commune s’appelle Simiane-la-Rotonde depuis 1954. Elle se nomme Simiana-la-Rotonda en provençal selon la norme classique et Simiano-la-Routoundo selon la norme mistralienne.
L’ancienne commune de Carniol, actuellement un village (ecclesia de Carnihols, cité en 1274), voit son nom formé sur la racine préceltique très répandue *Kar-.
Le nom de l’ancienne commune de Valsaintes (apparu dans les chartes en 1248, Vallis Sancta) désigne une vallée consacrée aux saintes.
Les hameaux de Cheyran et du Haut de Cheyran rappellent le nom d’un ancien propriétaire de domaine, Carius.

## Urbanisme

### Typologie
Au 1er janvier 2024, Simiane-la-Rotonde est catégorisée commune rurale à habitat très dispersé, selon la nouvelle grille communale de densité à 7 niveaux définie par l'Insee en 2022.
Elle est située hors unité urbaine et hors attraction des villes,.

### Occupation des sols
L'occupation des sols de la commune, telle qu'elle ressort de la base de données européenne d’occupation biophysique des sols Corine Land Cover (CLC), est marquée par l'importance des forêts et milieux semi-naturels (74,7 % en 2018), une proportion sensiblement équivalente à celle de 1990 (74,5 %). La répartition détaillée en 2018 est la suivante : 
forêts (66,4 %), terres arables (13,3 %), zones agricoles hétérogènes (8,3 %), milieux à végétation arbustive et/ou herbacée (7,9 %), prairies (3,7 %), espaces ouverts, sans ou avec peu de végétation (0,4 %).
L'évolution de l’occupation des sols de la commune et de ses infrastructures peut être observée sur les différentes représentations cartographiques du territoire : la carte de Cassini (XVIIIe siècle), la carte d'état-major (1820-1866) et les cartes ou photos aériennes de l'IGN pour la période actuelle (1950 à aujourd'hui).

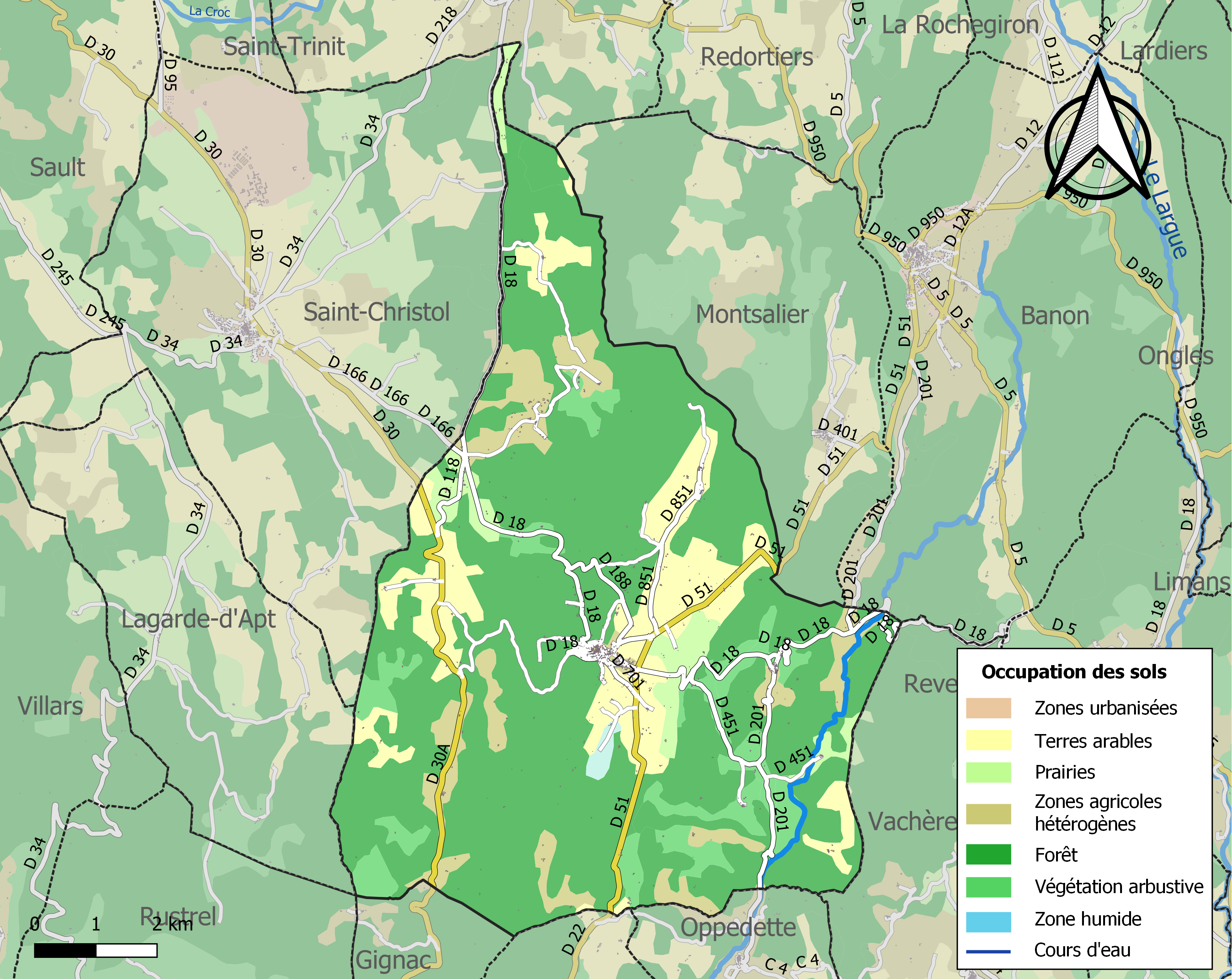
Carte de l'occupation des sols de la commune en 2018 (CLC).

## Histoire et Préhistoire

### Préhistoire
Au Paléolithique, différents sites sont fréquentés : les Ribbes, le Saut-du-Loup et Piparoux, le Mazet (Levallois et micoquien). Le Vieux-Carniol est aussi fréquenté au Néolithique, puis à l’âge du fer. On peut aussi citer l’abri du Saut du Moine pour le Mésolithique, les sites du Collet-Saint-Marc, des Taillades (Valsaintes) et de Bidousse et la Cabane (Carniol) pour le Chalcolithique.
Cette abondance de sites, notamment néolithiques, qui se confirme dans les communes voisines de Vachères et Oppedette, est expliquée par la nature du sol : grès et sables cénomaniens, grès verts du clansayésien-albien, qui sont aisément cultivables avec des outils rustiques ou une araire qui ne travaille le sol qu’en surface. Ces sols acides favorisent en outre la pousse de plantes facilement inflammables (cystes, bruyère), donc favorisant une culture sur brulis.

### Antiquité
Sur l’actuelle commune de nombreux ferriers, on a trouvé des traces d’exploitation antique puis médiévale du fer (l’Aramelle, la Ferrière). Près des gorges de Vaumale, a été retrouvée une petite inscription attestant du culte de la foudre, sur un lieu qu'elle avait frappé. En effet, la foudre était considérée comme un phénomène surnaturel, expression du pouvoir d'une divinité (Jupiter ou Taranis). Le sol ainsi touché devenait sacré, isolé du monde profane par une petite enceinte cylindrique (le puteal) et signalé par une inscription. Ce rituel est courant dans une région où la foudre est fréquente, et à une époque où elle est considérée comme à la fois destructrice, et porteuse de vie (car accompagnée de pluie bénéfique à l'agriculture) ; Marcel Le Glay considère que le rituel visait ainsi à conserver avec soi une force bénéfique.
Le site du village est situé sur le cheminement d'une contrevoie de l'ancienne voie Domitienne reliant Sisteron à Apt. Un oppidum se trouvait à 400 m du village de Carniol (Terres Longues). Une petite ferme d'époque romaine a été retrouvée à proximité du Cheyran.

### Moyen Âge
Alors que le sud-est de la Gaule était une terre burgonde, le roi des Ostrogoths Théodoric le Grand fait la conquête de la région entre la Durance, le Rhône et l’Isère en 510. La commune dépend donc brièvement à nouveau de l’Italie, jusqu’en 526. En effet, pour se réconcilier avec le roi burgonde Gondemar III, la régente ostrogothe Amalasonthe lui rend ce territoire.
La localité apparaît pour la première fois dans les chartes dans le premier tiers du XIe siècle (Simiana),. Il s’agit alors d’un prieuré de l’abbaye Saint-André de Villeneuve-lès-Avignon. Au Moyen Âge, plusieurs des seigneurs de Simiane se font remarquer. D'abord lors de la première croisade auprès de Godefroy de Bouillon, ensuite par le contrôle d'autres lieux des environs (dont le village de Gordes, le pays d'Apt et le pays de Sault).
Au retour de la première croisade, la Rotonde (donjon de l'ancien château médiéval de Simiane-Agoult) est édifiée.
Au XIIe siècle, l’abbaye Saint-André de Villeneuve-lès-Avignon y possède un prieuré, la chapelle castrale, et deux églises rurales (toutes disparues), et perçoit les revenus de ces quatre établissements.
L’abbaye Notre-Dame de Valsaintes est fondée en 1188 (Vallis Sancta) grâce au don à l’abbaye de Silvacane de la seigneurie de Boulinette par les seigneurs de Simiane. Selon certains auteurs, il peut s’agir d’une refondation. Un village s’installe sous sa protection. Les moines abandonnent le monastère en 1425 et la communauté est complètement dépeuplée en 1471.
La communauté de Carniol, citée en 1274 (Carnihols), dépendait de Valsaintes. Ruinée au moment de la guerre de Cent Ans, le village est inhabité au dénombrement de 1471, puis repeuplé par son seigneur, l’abbé de Valsaintes, au XVIe siècle,. En 1765, il comptait 75 habitants.
En 1383, l’abbaye de Valsaintes concède une bastide pour la création d’une verrerie à Aiguebelle (ancienne commune de Valsaintes), qui donne par la suite lieu à un ensemble de verriers de Sault à la montagne de Lure. Deux bois étaient concédés avec la bastide, pour alimenter les fours. À partir du XVIe siècle, la verrerie évolue vers la verrerie d’art, avant de décliner et de produire du verre de mauvaise qualité au XIXe siècle.
La communauté de Simiane relevait de la viguerie d’Apt, et celles de Carniol et Valsaintes de la viguerie de Forcalquier.

### Période moderne
À la Renaissance, le village prospère, notamment grâce aux nombreuses verreries (la première est créée au XIVe siècle) dont la production est distribuée sur la Provence entière jusqu'à la fin du XIXe siècle.
L'abbaye, qui est abandonnée depuis XIVe siècle, est réoccupée après 1540. Entretemps, ses possessions avaient été attribuées à l’abbaye de Silvacane. En 1657, l’abbaye déménage à Boulinette, ancien château des abbés qui est restauré à cette époque. Elle garde néanmoins comme nom « Abbaye de Valsaintes » ce qui explique que le hameau de Boulinette soit souvent appelé à tort « Valsaintes » bien que le site original de Valsaintes soit en réalité situé à 2 km de Boulinette. L’abbaye disparaît à la Révolution. Le village compte 54 habitants en 1765.
Durant la Révolution, les communes de Simiane et de Carniol comptent chacune une société patriotique, toutes deux créées après la fin de 1792.

### Période contemporaine
Le coup d'État du 2 décembre 1851 commis par Louis-Napoléon Bonaparte contre la Deuxième République provoque un soulèvement armé dans les Basses-Alpes, en défense de la Constitution. Après l’échec de l’insurrection, une sévère répression poursuit ceux qui se sont levés pour défendre la République : 11 habitants de Simiane sont traduits devant la commission mixte, la majorité étant condamnés à la déportation en Algérie (et aucun à Carniol ou Valsaintes).
Comme de nombreuses communes du département, Simiane se dote d’une école bien avant les lois Ferry : en 1863, elle en possède déjà une qui dispense une instruction primaire aux garçons, au chef-lieu. La même instruction est donnée aux filles, la loi Falloux (1851) imposant l’ouverture d’une école de filles aux communes de plus de 800 habitants. La commune profite des subventions de la deuxième loi Duruy (1877) pour construire une école neuve. Les communes de Carniol et Valsaintes n’ont jamais, jusqu’aux lois Ferry, pourvu à l’instruction de leurs enfants.

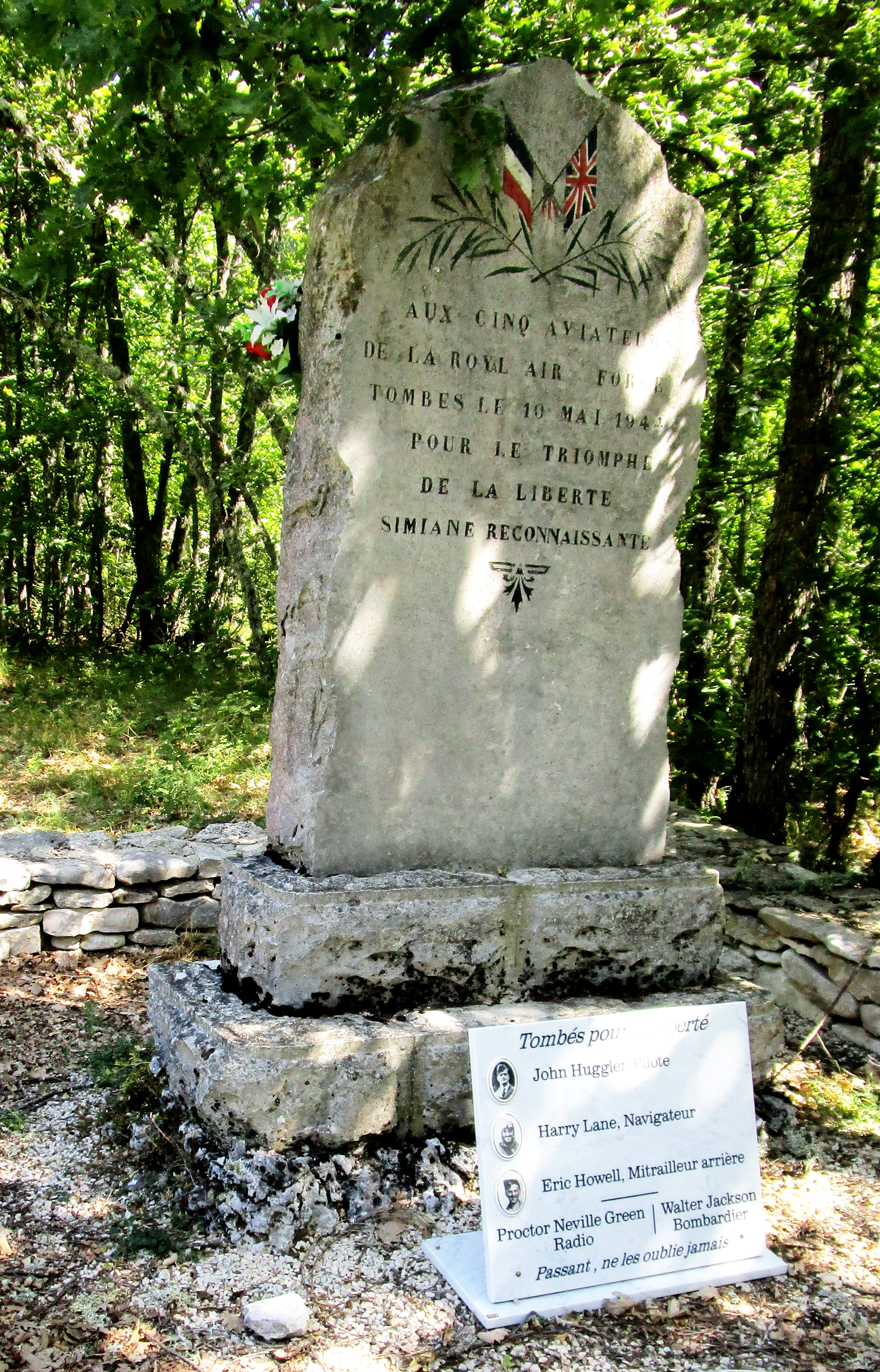
Stèle de l'Avion à Simiane-la-Rotonde avec les noms des aviateurs : John Huggler, pilote ; Harry Lane, navigateur ; Neville Green, radio-mitrailleur ; Walter Jackson, bombardier ; Eric Howell, mitrailleur.

Pendant la Seconde Guerre mondiale, un bombardier Wellington s'est écrasé au hameau de Chavon. Cela eut lieu le 10 mai 1944 à deux heures du matin, alors que l'avion revenait d'une mission de bombardement sur Valence (Drôme), où il avait été gravement touché par un tir d'artillerie anti-aérienne. En hommage aux cinq aviateurs de la RAF qui ont péri brûlés vifs, une stèle a été érigée et une sculpture a été réalisée par Éric Deschamps avec les restes de l'avion calciné. À cet endroit, appelé la combe de l'avion, on peut lire les noms des aviateurs qui furent inhumés dans la journée, et ceux des sept résistants de la Section atterrissage parachutage (SAP) de Simiane qui étaient chargés cette nuit-là de la réception au sol d'un parachutage, et dont les feux de balisage ont pu être confondus par l'équipage avec ceux d'un terrain d'atterrissage.
En septembre 1944, leurs dépouilles ont été transférées par la Royal Air Force au cimetière de Mazargues, à Marseille. Depuis 2002, les noms des aviateurs britanniques figurent également sur une plaque près du monument aux morts du village.
En 1974, la commune fusionne avec celles de Carniol et de Boulinette.
Le plateau d'Albion assez proche, de par son ancienne affectation militaire (silos à missiles nucléaires) est en partie responsable du faible développement de ce secteursources. La proximité du Luberon et l'abandon du site de Saint-Christol (plateau d'Albion) par les militaires ont permis un petit essor touristique.

## Politique et administration

### Liste des maires
| Période        | Période       | Identité              | Étiquette         | Qualité                                                                                      |
| -------------- | ------------- | --------------------- | ----------------- | -------------------------------------------------------------------------------------------- |
|                |               |                       |                   |                                                                                              |
| décembre 1792  | décembre 1793 | Palhier de Sylvabelle |                   |                                                                                              |
| septembre 1795 |               | Palhier de Sylvabelle |                   | Député aux Cinq-Cents puis conseiller général                                                |
|                |               |                       |                   |                                                                                              |
| mai 1945       | 1983          | Héloïs Castor         | Résistant puis PS | ancien Résistant, se présente sous cette étiquette, président du conseil général (1983-1985) |
| 1983           | 1995          | Jean-Louis Adrian     | PS                | Conseiller général (1985-2015), petit-fils du précédent                                      |
| 1995           | 2014          | Alain Cassan          |                   |                                                                                              |
| avril 2014     |               |                       |                   |                                                                                              |
| avril 2014     | 28 juin 2020  | Louis Laudun          | DVG               | Retraité Fonction publique                                                                   |
| 28 juin 2020   | En cours      | Thibault Dallaporta   |                   |                                                                                              |

### Intercommunalité
Simiane-la-Rotonde fait partie :
- de 2002 à 2017, de la Communauté de communes du Pays de Banon ;
- depuis le 1er janvier 2017, de la communauté de communes Haute-Provence Pays de Banon.

### Budget et fiscalité
| Taxe                                        | Part communale | Part intercommunale | Part départementale | Part régionale |
| ------------------------------------------- | -------------- | ------------------- | ------------------- | -------------- |
| Taxe d'habitation                           | 5,50 %         | 0,55 %              | 5,53 %              | 0,00 %         |
| Taxe foncière sur les propriétés bâties     | 14,04 %        | 1,32 %              | 14,49 %             | 2,36 %         |
| Taxe foncière sur les propriétés non bâties | 34,97 %        | 4,18 %              | 47,16 %             | 8,85 %         |
| Taxe professionnelle                        | 13,41 %        | 0,94 %              | 10,80 %             | 3,84 %         |

La taxe professionnelle est remplacée en 2010 par la cotisation foncière des entreprises portant sur la valeur locative des biens immobiliers et par la contribution sur la valeur ajoutée des entreprises (les deux formant la contribution économique territoriale qui est un impôt local instauré par la loi de finances pour 2010).

### Budget et fiscalité 2022

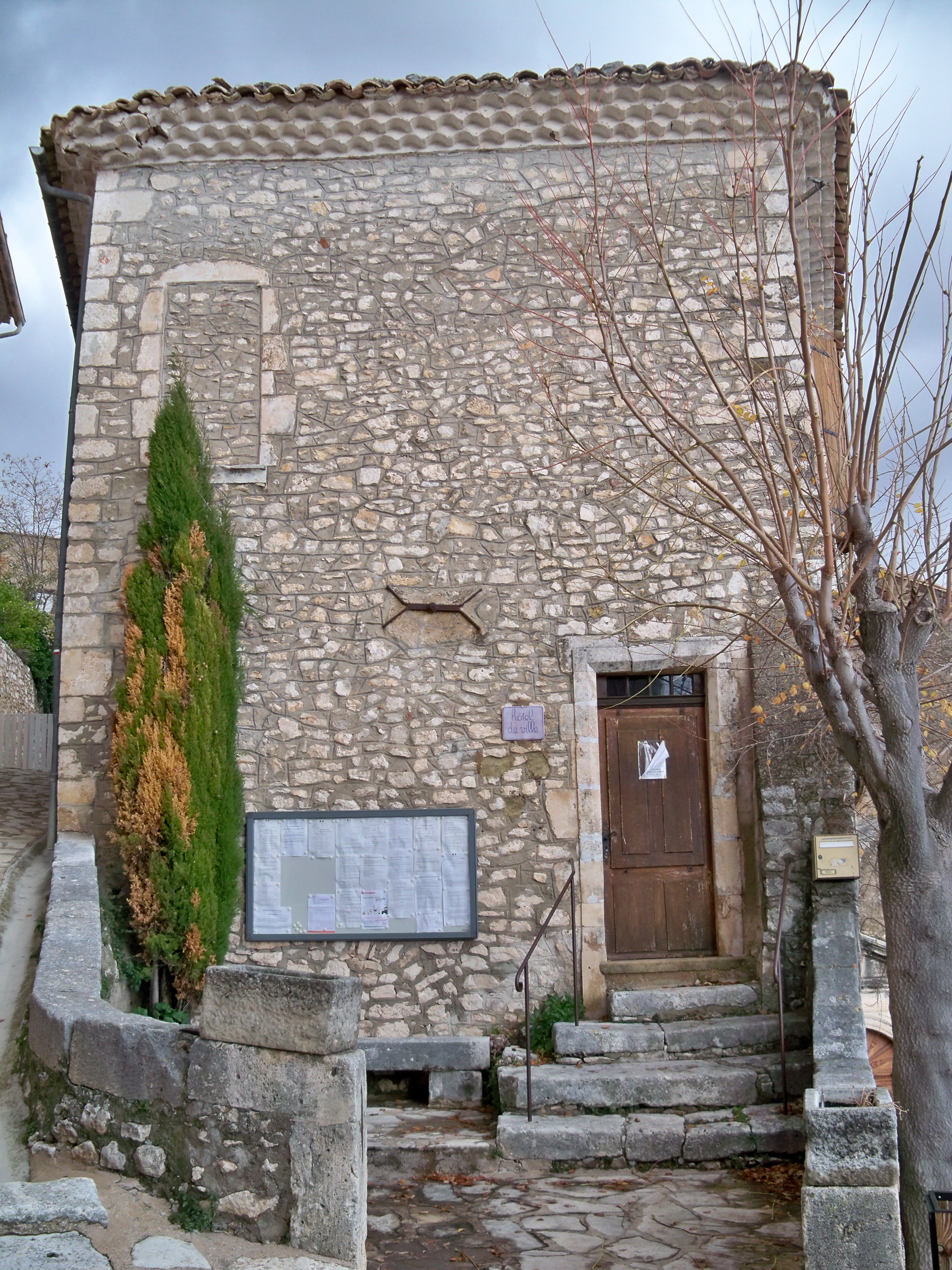
Mairie de Simiane-la-Rotonde.

En 2022, le budget de la commune était constitué ainsi :
- total des produits de fonctionnement : 796 000 €, soit 1 287 € par habitant ;
- total des charges de fonctionnement : 657 000 €, soit 1 062 € par habitant ;
- total des ressources d'investissement : 299 000 €, soit 484 € par habitant ;
- total des emplois d'investissement : 282 000 €, soit 456 € par habitant ;
- endettement : 47 000 €, soit 760 € par habitant.

Avec les taux de fiscalité suivants :
- taxe d'habitation : 12,13 % ;
- taxe foncière sur les propriétés bâties : 37,30 % ;
- taxe foncière sur les propriétés non bâties : 40,75 % ;
- taxe additionnelle à la taxe foncière sur les propriétés non bâties : 0,00 % ;
- cotisation foncière des entreprises : 0,00 %.

Chiffres clés Revenus et pauvreté des ménages en 2020 : médiane en 2020 du revenu disponible, par unité de consommation : 21 220 €.

### Jumelages
La commune n'est pas jumelée.

## Démographie

### Simiane-la-Rotonde
L'évolution du nombre d'habitants est connue à travers les recensements de la population effectués dans la commune depuis 1765. Pour les communes de moins de 10 000 habitants, une enquête de recensement portant sur toute la population est réalisée tous les cinq ans, les populations de référence des années intermédiaires étant quant à elles estimées par interpolation ou extrapolation. Pour la commune, le premier recensement exhaustif entrant dans le cadre du nouveau dispositif a été réalisé en 2007.
En 2022, la commune comptait 608 habitants, en évolution de +2,36 % par rapport à 2016 (Alpes-de-Haute-Provence : +2,84 %, France hors Mayotte : +2,11 %).
Le tableau qui suit inclut les populations des villages de Carniol et Valsaintes à partir de 1975. Sévèrement touchées par l'exode rural, les trois communes ont cependant connu des rythmes de dépeuplement très différents.
| 1765  | 1793  | 1800  | 1806  | 1821  | 1831  | 1836  | 1841  | 1846  |
| ----- | ----- | ----- | ----- | ----- | ----- | ----- | ----- | ----- |
| 1 097 | 1 157 | 1 079 | 1 004 | 1 290 | 1 345 | 1 371 | 1 394 | 1 456 |

| 1851  | 1856  | 1861  | 1866  | 1872  | 1876  | 1881  | 1886  | 1891  |
| ----- | ----- | ----- | ----- | ----- | ----- | ----- | ----- | ----- |
| 1 300 | 1 334 | 1 337 | 1 292 | 1 231 | 1 234 | 1 138 | 1 080 | 1 062 |

| 1896  | 1901 | 1906 | 1911 | 1921 | 1926 | 1931 | 1936 | 1946 |
| ----- | ---- | ---- | ---- | ---- | ---- | ---- | ---- | ---- |
| 1 002 | 920  | 832  | 766  | 595  | 562  | 513  | 517  | 447  |

| 1954 | 1962 | 1968 | 1975 | 1982 | 1990 | 1999 | 2006 | 2007 |
| ---- | ---- | ---- | ---- | ---- | ---- | ---- | ---- | ---- |
| 391  | 322  | 319  | 369  | 434  | 433  | 532  | 569  | 574  |

| 2012 | 2017 | 2022 | - | - | - | - | - | - |
| ---- | ---- | ---- | - | - | - | - | - | - |
| 602  | 596  | 608  | - | - | - | - | - | - |

L'histoire démographique ancienne de Simiane n'est pas connue.
La population de la commune est en croissance jusqu'aux années 1830. Elle connait ensuite une période d'« étale » où la population reste relativement stable assez courte, de 1836 à 1846. Ensuite, s'amorce un long et puissant mouvement de recul. En 1926, la commune a perdu plus de la moitié de sa population de 1846, année du maximum démographique. Au moment où Simiane-la-Rotonde fusionne avec Carniol et Valsaintes, la reprise démographique s'amorce pour durer jusqu'à nos jours.

### Carniol
| 1471     | 1765 | 1793 | 1800 | 1806 | 1821 | 1831 | 1836 | 1841 | 1846 | 1851 |
| -------- | ---- | ---- | ---- | ---- | ---- | ---- | ---- | ---- | ---- | ---- |
| inhabité | 69   | 66   | 75   | 90   | 94   | 103  | 104  | 105  | 108  | 107  |

| 1856 | 1861 | 1866 | 1872 | 1876 | 1881 | 1886 | 1891 | 1896 | 1901 | 1906 |
| ---- | ---- | ---- | ---- | ---- | ---- | ---- | ---- | ---- | ---- | ---- |
| 108  | 107  | 118  | 113  | 126  | 122  | 122  | 114  | 109  | 87   | 90   |

| 1911 | 1921 | 1926 | 1931 | 1936 | 1946 | 1954 | 1962 | 1968 | - | - |
| ---- | ---- | ---- | ---- | ---- | ---- | ---- | ---- | ---- | - | - |
| 75   | 76   | 63   | 53   | 41   | 42   | 32   | 33   | 30   | - | - |

Carniol est saignée par la crise des XIVe et XVe siècles au point que la communauté est complètement détruite. Repeuplée, la communauté est en croissance jusqu'aux années 1830. Elle connait ensuite sa période d'« étale », qui dure beaucoup plus longtemps qu'à Simiane et Valsaintes : de 1836 à 1891. Après, commence le mouvement de recul, très rapide : dès 1926, la commune a perdu plus de la moitié de sa population de 1876, année du maximum démographique. La baisse s'est poursuivie jusqu'aux années 1960 et a poussé à la fusion de Carniol avec Simiane-la-Rotonde en 1974.

### Boulinette
| 1471     | 1765 | 1793 | 1800 | 1806 | 1821 | 1831 | 1836 | 1841 | 1846 | 1851 |
| -------- | ---- | ---- | ---- | ---- | ---- | ---- | ---- | ---- | ---- | ---- |
| inhabité | 54   | 59   | 38   | 53   | 73   | 94   | 111  | 88   | 90   | 69   |

| 1856 | 1861 | 1866 | 1872 | 1876 | 1881 | 1886 | 1891 | 1896 | 1901 | 1906 |
| ---- | ---- | ---- | ---- | ---- | ---- | ---- | ---- | ---- | ---- | ---- |
| 89   | 81   | 65   | 74   | 72   | 77   | 63   | 64   | 65   | 52   | 46   |

| 1911 | 1921 | 1926 | 1931 | 1936 | 1946 | 1954 | 1962 | 1968 | - | - |
| ---- | ---- | ---- | ---- | ---- | ---- | ---- | ---- | ---- | - | - |
| 36   | 27   | 25   | 32   | 39   | 29   | 23   | 13   | 12   | - | - |

L'histoire démographique ancienne de Boulinette est similaire à celle de Carniol : après la saignée du XIVe siècle, qui détruit entièrement la communauté, elle est reconstituée après la fin de la guerre de Cent Ans, et connaît un long mouvement de croissance jusqu'au XIXe siècle. Les années 1830 sont celles d'un court apogée, autour de 100 habitants ; dès les années 1840 commence un mouvement de diminution. Cette diminution est lente et de longue durée : c'est seulement à la fin du siècle que la commune enregistre la perte de plus de la moitié de sa population de 1836. La baisse s'est poursuivie jusqu'aux années 1970, avec cependant une courte reprise dans les années 1930, et a poussé à la fusion de Boulinette avec Simiane-la-Rotonde en 1974.

## Équipements et services

### Transports urbains et interurbains
Une ligne de bus relie Simiane-la-Rotonde à Banon le mardi matin.
Les gares SNCF les plus proches sont Manosque-Gréoux-les-Bains et à La Brillanne-Oraison (accès à la ligne de trains TER Marseille-Briançon), et Avignon pour l'accès aux grandes lignes. Pour les liaisons aériennes, les aéroports et aérodrome se trouvent à Avignon, Marignane et Gap.

### Enseignement
La commune est dotée d’une école primaire.

### Sports
Il n'y a pas d'activité sportive organisée ou fédérée à Simiane. La commune possède un boulodrome.

### Santé
La ville la plus proche (23 km) et la mieux équipée est Apt qui possède un hôpital local et aussi deux laboratoires d'analyses médicales. Et un cabinet de radiologie.

## Économie

### Agriculture

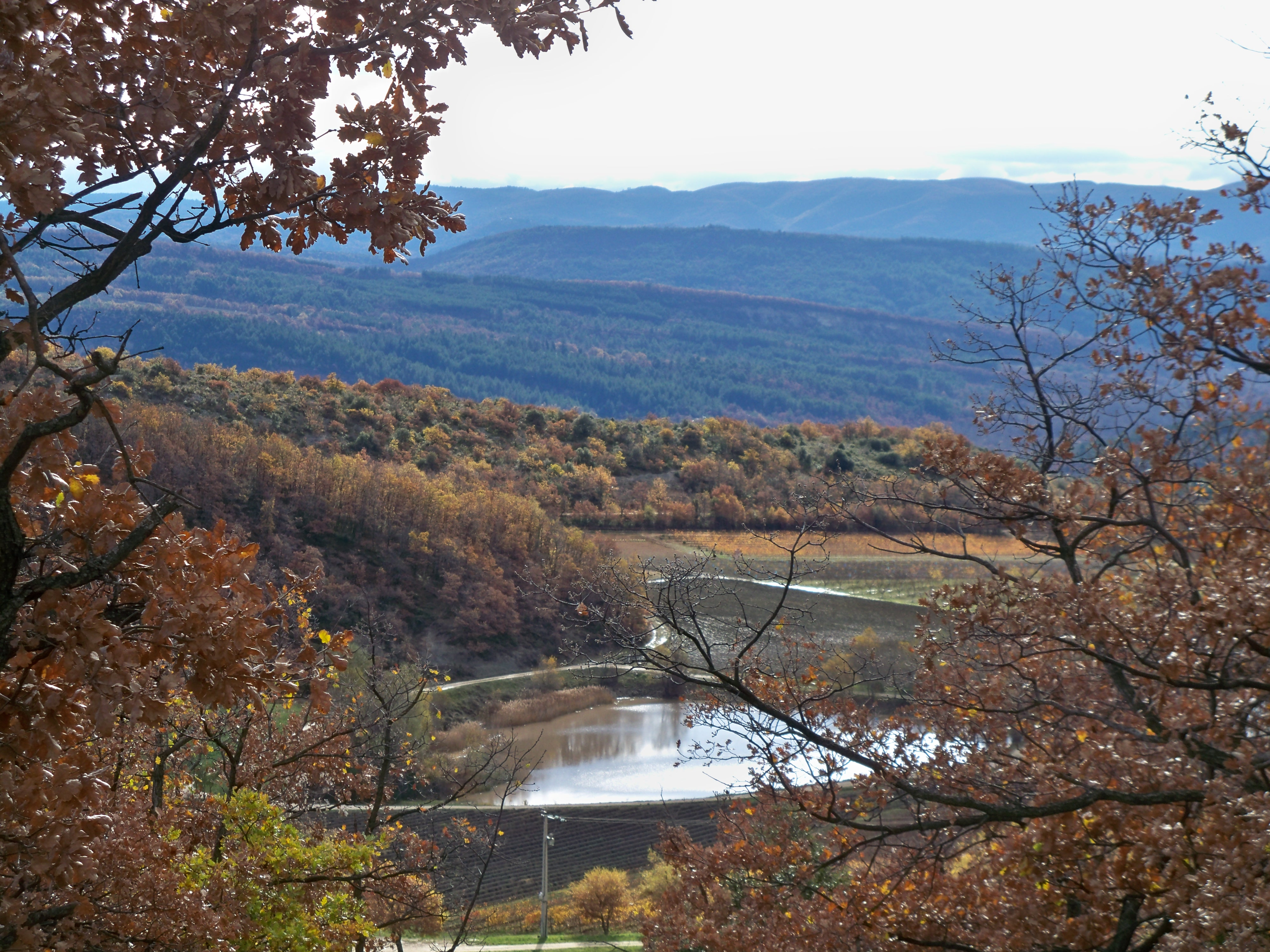
Retenue collinaire située à proximité de Simiane.

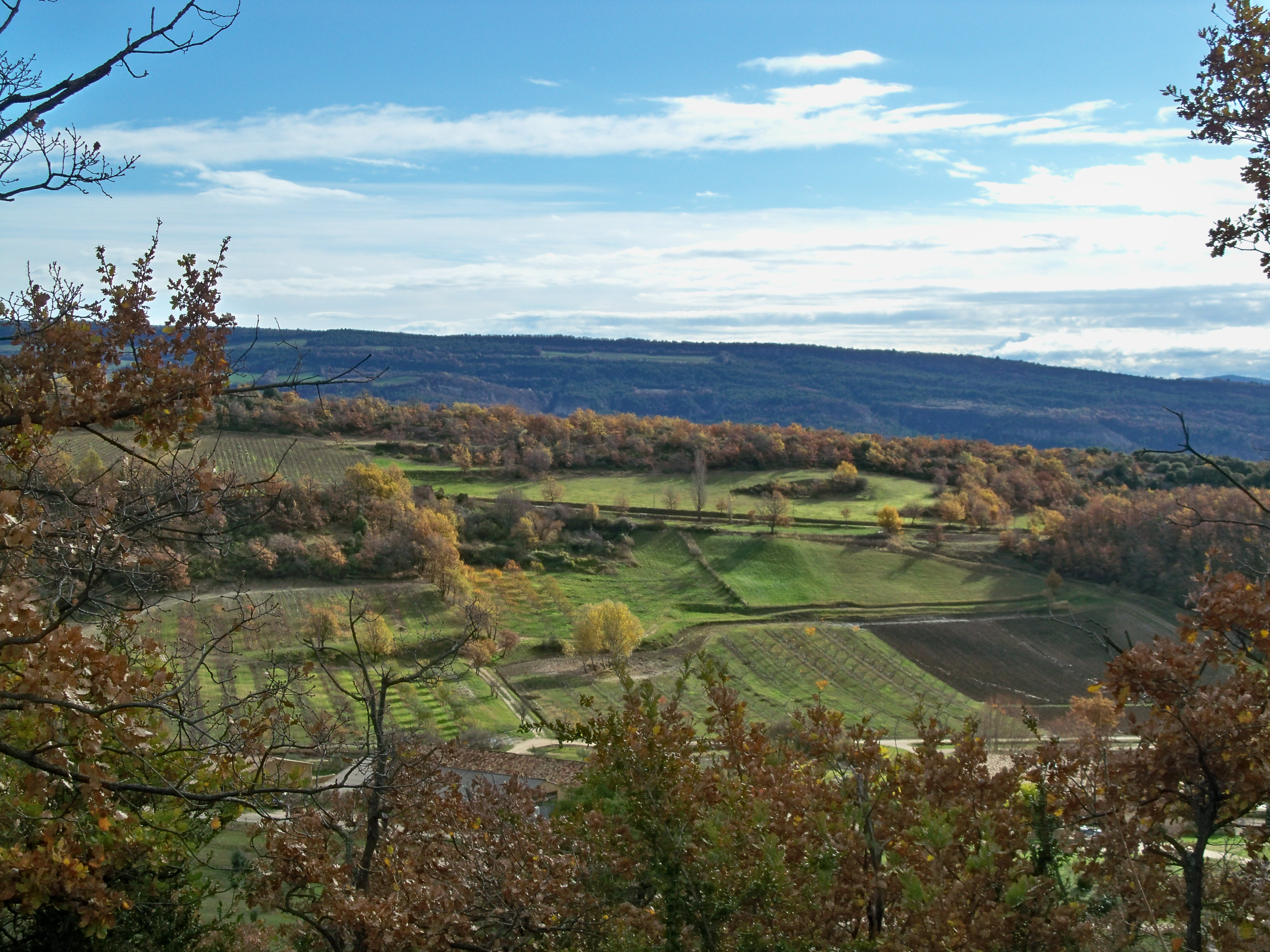
Polyculture sur une exploitation limitrophe de la commune de Simiane.

Sur la commune se trouve la coopérative la Société coopérative agricole des plantes à parfum de Provence (SCA3P) fondée en 1979. C'est la plus importante de France, avec ses 330 adhérents qui exploitent 5 000 hectares de lavande et 15 000 de lavandin soit 90 % de la production mondiale de lavandin. Avec plus de 420 tonnes d'huiles essentielles distillées, la coopérative produit au niveau national 34 % d'huile essentielle de lavande fine et 40 % d'huile essentielle de lavandin. Elle commercialise aussi les huiles essentielles de sauge sclarée, sauge officinale, menthe poivrée, hysope et estragon.

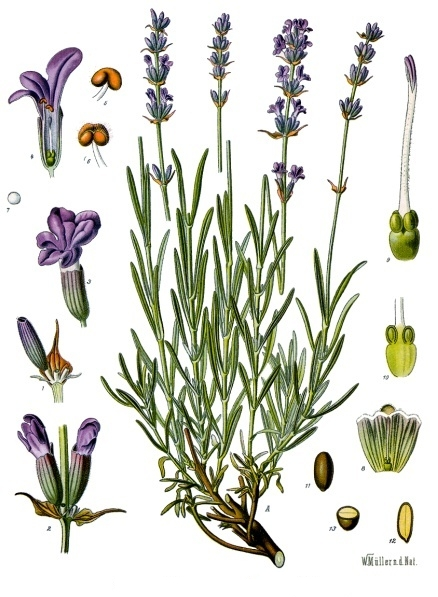
Lavande
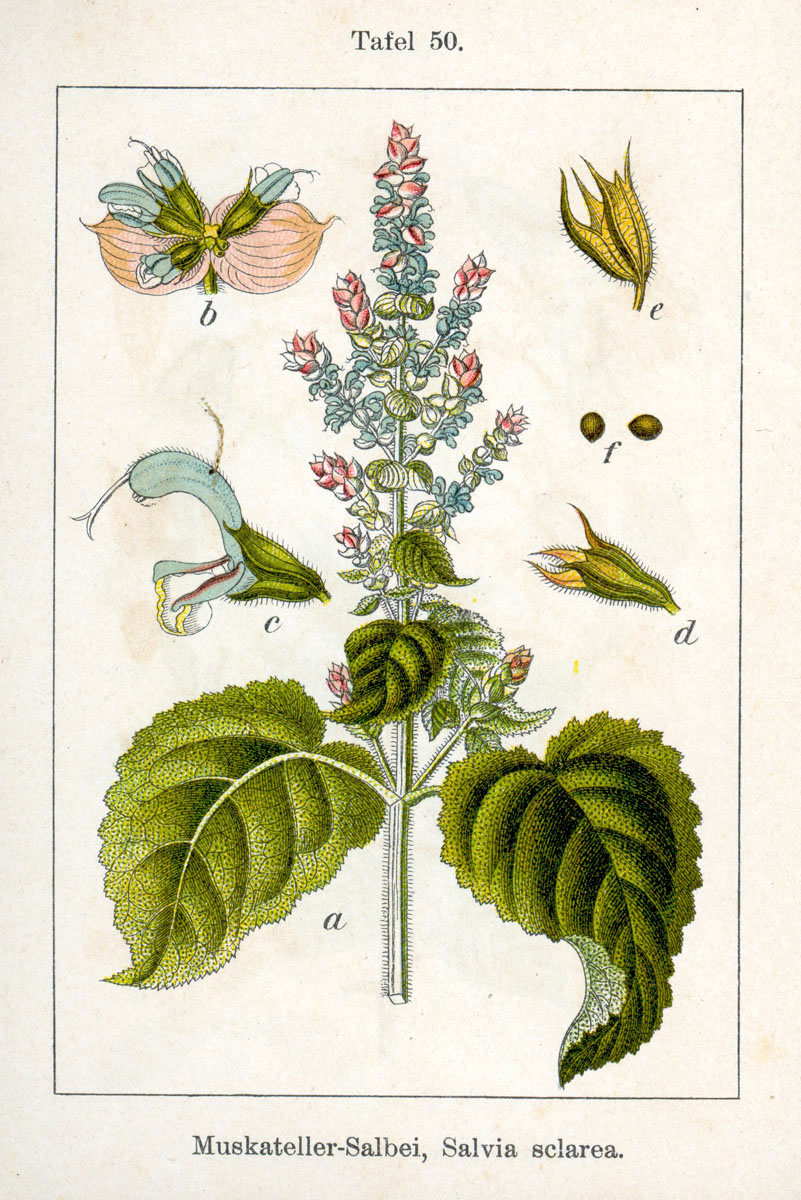
Sauge sclarée
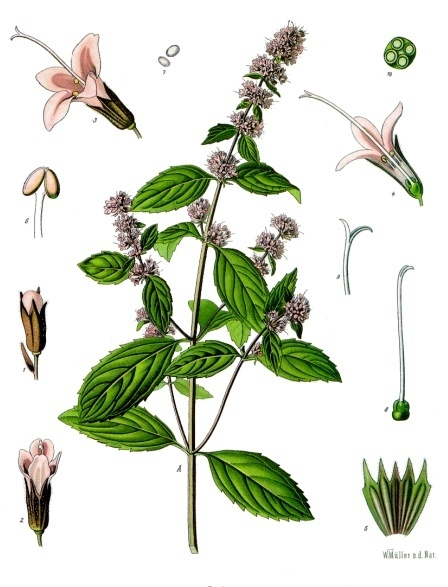
Menthe poivrée
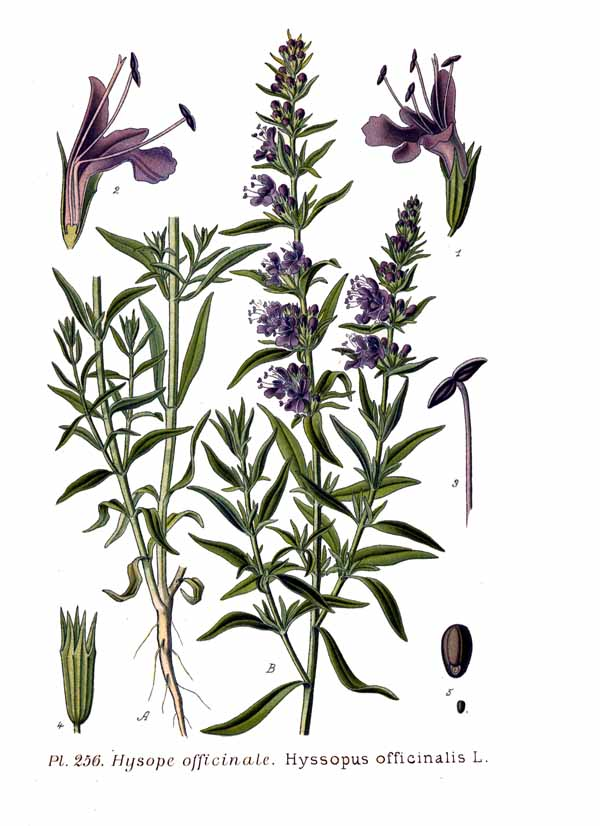
Hysope

L’olivier n’était pas présent dans la commune au début du XIXe siècle. Actuellement[Quand ?], il occupe quelques surfaces restreintes dont la production bénéficie des AOC (AOC) huile d'olive de Provence et l'huile d'olive de Haute-Provence.
La commune produit aussi l’AOC banon.
La vigne, composante de la triade méditerranéenne est présente anciennement à Simiane-la-Rotonde. Au XIXe siècle, plusieurs dizaines d’hectares de vigne produisent un vin destiné à l’autoconsommation et à la vente sur les marchés locaux, une petite quantité étant commercialisée sur le marché régional. Actuellement[Quand ?], les surfaces exploitées sont réduites à quelques hectares.

### Activités tertiaires
Un point d'accueil touristique se trouve au château de Simiane.
Outre la Coopérative des plantes à parfum et un laboratoire d'huile essentielle, il y a dans la commune un producteur de fromages de chèvre, une boulangerie-pâtisserie, une alimentation, une librairie, un producteur de rosiers, un fabricant de produits d’épicerie, un atelier de poterie, des artisans.

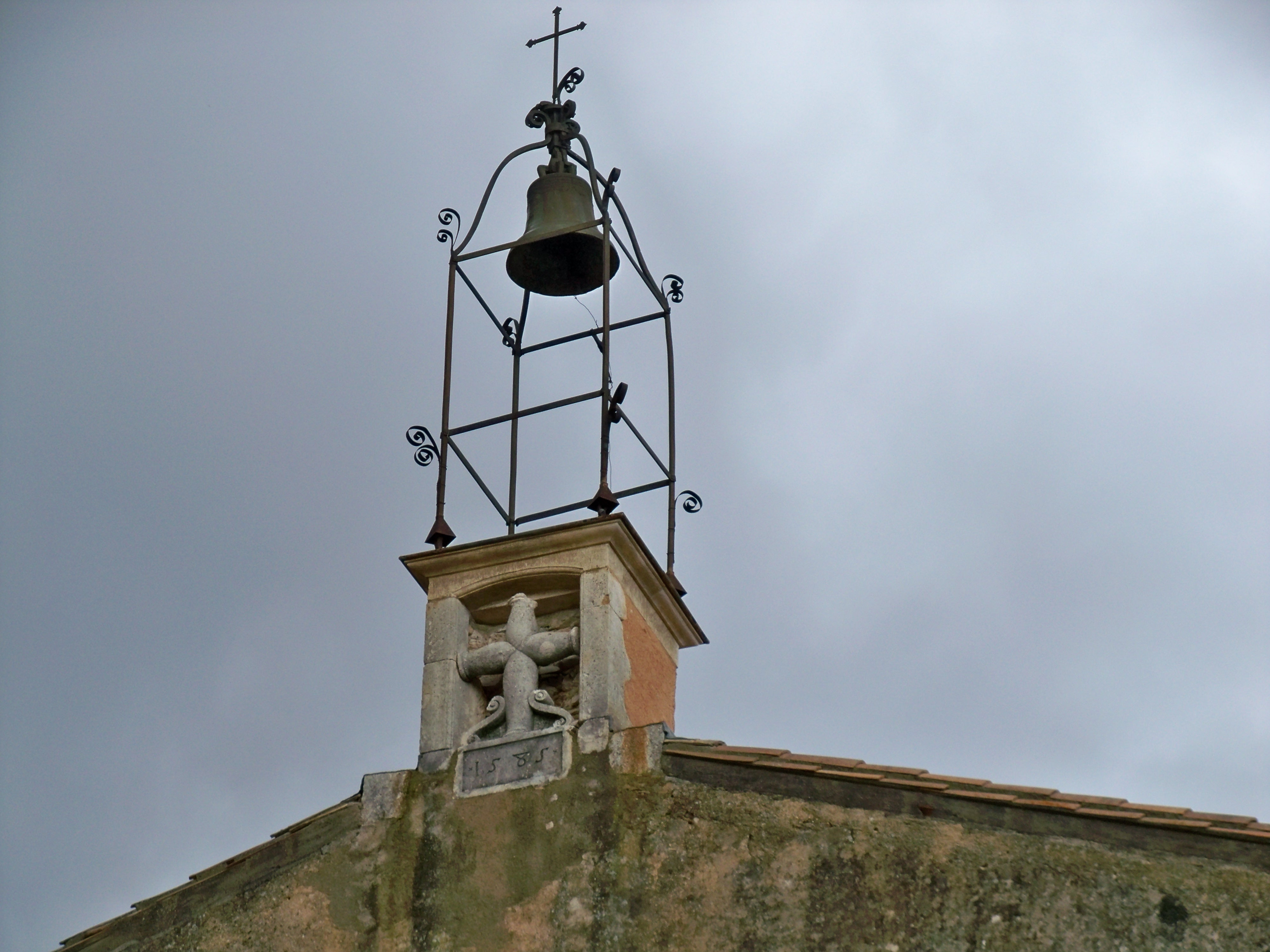
Clocher Renaissance de l'église de Simiane.

## Vie locale

### Cultes
La commune fait partie du secteur paroissial Montagne de Lure qui comprend 18 communes. Le culte est célébré alternativement dans chacune des églises du secteur.

### Environnement et recyclage
La collecte et traitement des déchets des ménages et déchets assimilés et la protection et mise en valeur de l'environnement se font dans le cadre de la Communauté de communes du Pays de Banon.

### Festival
Simiane depuis 1982 organise chaque année un Festival international de musique ancienne qui se déroule dans le cadre de la Rotonde.

## Lieux et monuments

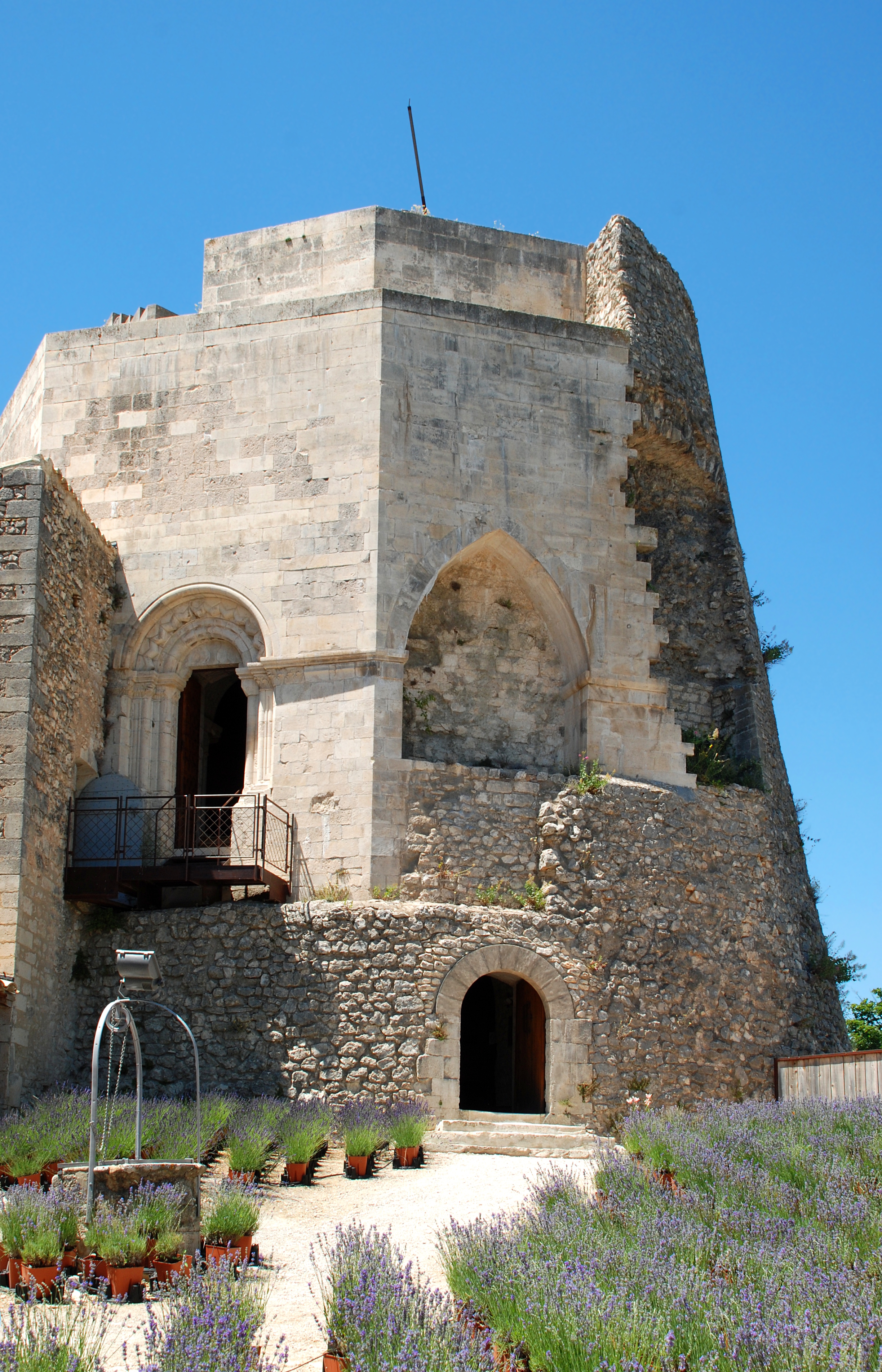
La rotonde : extérieur.

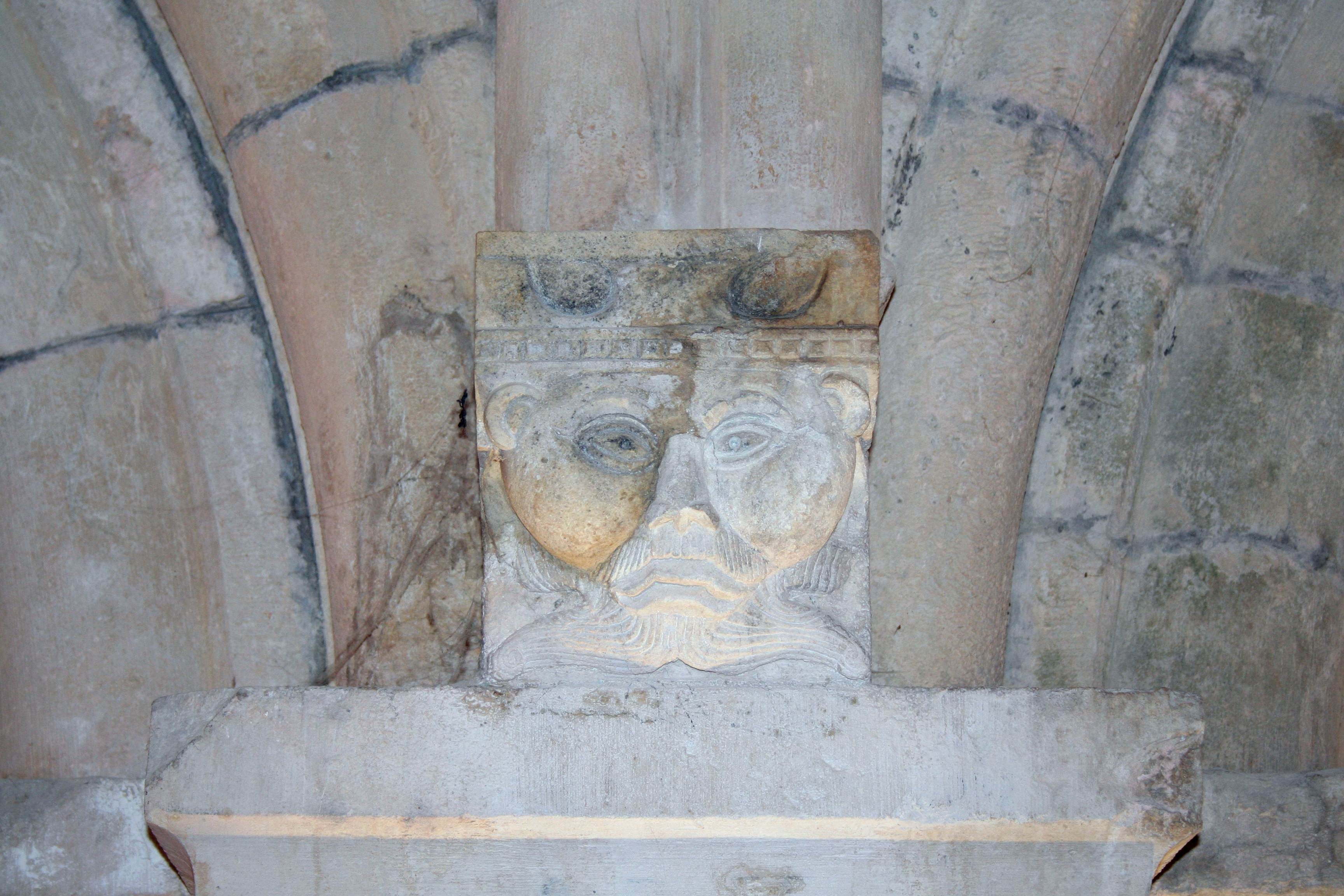
La rotonde : Détail de l'intérieur.

### Château des Agoult
Le château qui domine le village date de la fin du XIIe siècle pour ses éléments les plus anciens. Un château existait déjà à cet emplacement en 1031.
Il est connu pour la rotonde dodécagonale irrégulière de la fin du XIIe siècle ou du début du XIIIe siècle, qui donne son nom au village. Extérieurement, elle est de forme pyramidale, plus régulière du côté sud-ouest, qui fait face au village, que du côté nord-est. Intérieurement, c’est une vaste salle, à l’appareillage très soigné.
Les murs sont ornés d’arcatures aveugles, dans lesquelles logent dix niches, avec voussures à double tore. Les piliers qui soutiennent la voûte sont encadrés de colonnettes dont les chapiteaux sont sculptés de motifs végétaux et de visages humains. La salle n’est ouverte que par quatre soupiraux. La rotonde, primitivement couverte d’un dôme aplati, porte désormais une plate-forme fortifiée, ce qui permet à Raymond Collier de dater la crypte du début du XIIe siècle, les travaux de la chapelle durant tout le siècle et une partie du XIIIe, la terrasse et les fortifications étant postérieures.
L’hypothèse la plus répandue est celle de la chapelle castrale, construite sur une crypte abritant le tombeau de Raimbaud d’Agoult, qui participa à la première croisade et mourut en 1113. Guy Barruol l’interprète comme un donjon.
Cette chapelle est classée monument historique depuis 1862, les autres éléments sont inscrits ou classés progressivement jusqu’en 2000. La façade principale est restaurée en 1875, d’importants travaux portant sur l’étanchéité et l’appareillage ont été réalisés en 1979-1980.
Il subsiste encore du château le corps de logis, qui communique avec la rotonde, une tour, le mur d’enceinte. Dans le corps de logis, se trouve une vaste salle voûtée en plein cintre, du XIIIe siècle. Les façades, et notamment les fenêtres, ont été refaites à la Renaissance.

### Art religieux
- Jadis, l’église paroissiale Sainte-Victoire était placée sous la protection de saint Pierre. Aujourd'hui, elle est sous le patronage de sainte Victoire[44]. Ancien prieuré de Saint-André de Villeneuve-lès-Avignon, elle date du XVIe (selon les monuments historiques et l’Atlas historique) ou du XVIIe siècle (Raymond Collier)[90]. La perfection de l’appareillage permet d’exclure que ce soit une main-d’œuvre locale qui y ait travaillé. La nef, longue de trois travées, et bordée de deux bas-côtés, ce qui est exceptionnel pour la région, débouche dans un chœur pentagonal. La voûte, sous croisée d’ogives, retombe sur des piles cruciformes. Elle a été restaurée par le père Corriol, dans les années 1920, et c’est une des plus belles églises de Haute Provence[91]. Elle est classée monument historique[92].
- Le clocher Saint-Jean isolé, l'église Saint-Jean ayant disparu.
- La chapelle Notre-Dame de Pitié date de la deuxième moitié du XVIe siècle[44].
- La chapelle Sainte-Victoire, au sud-ouest du village, succède à une fondation plus ancienne. En 1920, on commence sa reconstruction sans la finir. Elle est construite sur une grotte qui a pu servir d’ermitage[44].
- L'église Saint-Vincent à Carniol (romane du XVIe).
- Le château de Boulinette, appartenant aux abbés de Valsaintes (XVIIIe siècle, a été transformé en Abbaye Notre-Dame de Valsaintes au XVIIe siècle. Les ruines du cloître et des bâtiments conventuels[47], ainsi que l’église située au premier étage du château, ont été restaurées à partir de 1996[44].
- La chapelle Saint-Marc à l’Abbadié (premier site de l’abbaye) date du XIIe siècle ; il en reste le chœur et les murs de la nef. Le chœur sert de cellier[44].
- La chapelle Saint-Joseph au Cheyran date de 1779[93]. Elle possède une Adoration des Mages du XVIIe siècle de style archaïque[94].

Édifices religieux de Simiane-la-Rotonde.
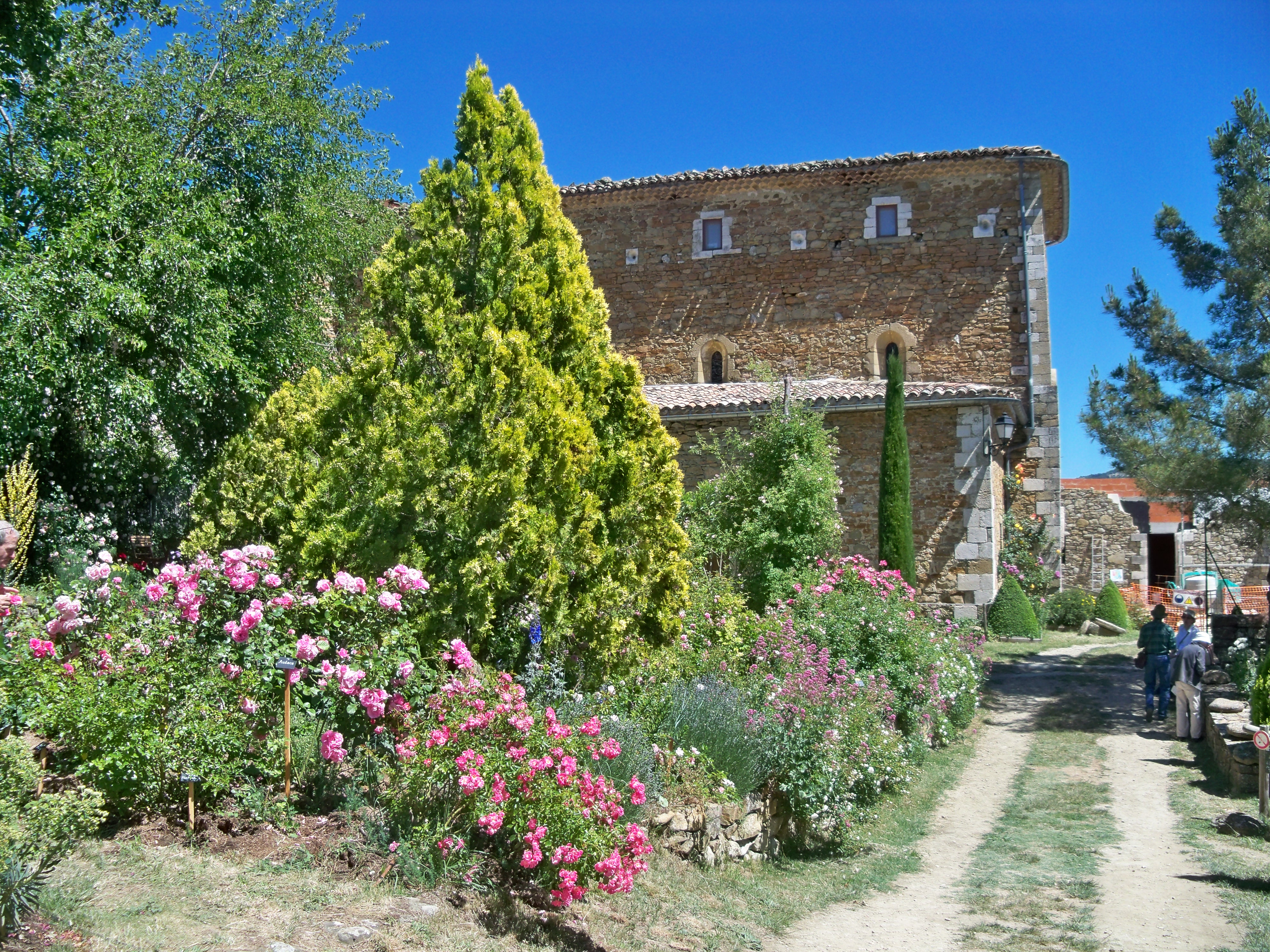
Abbaye de Valsaintes.
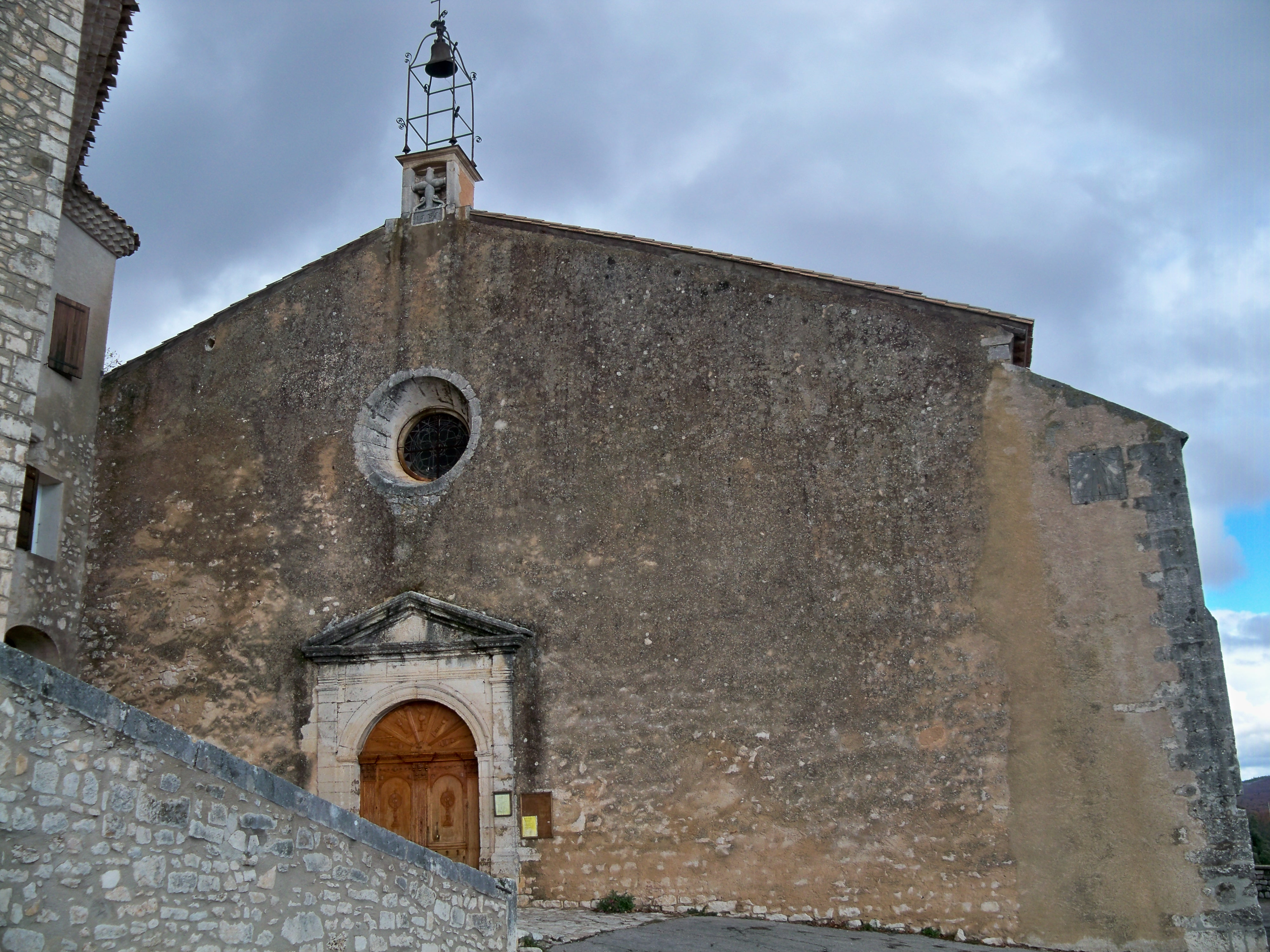
Église Sainte-Victoire.
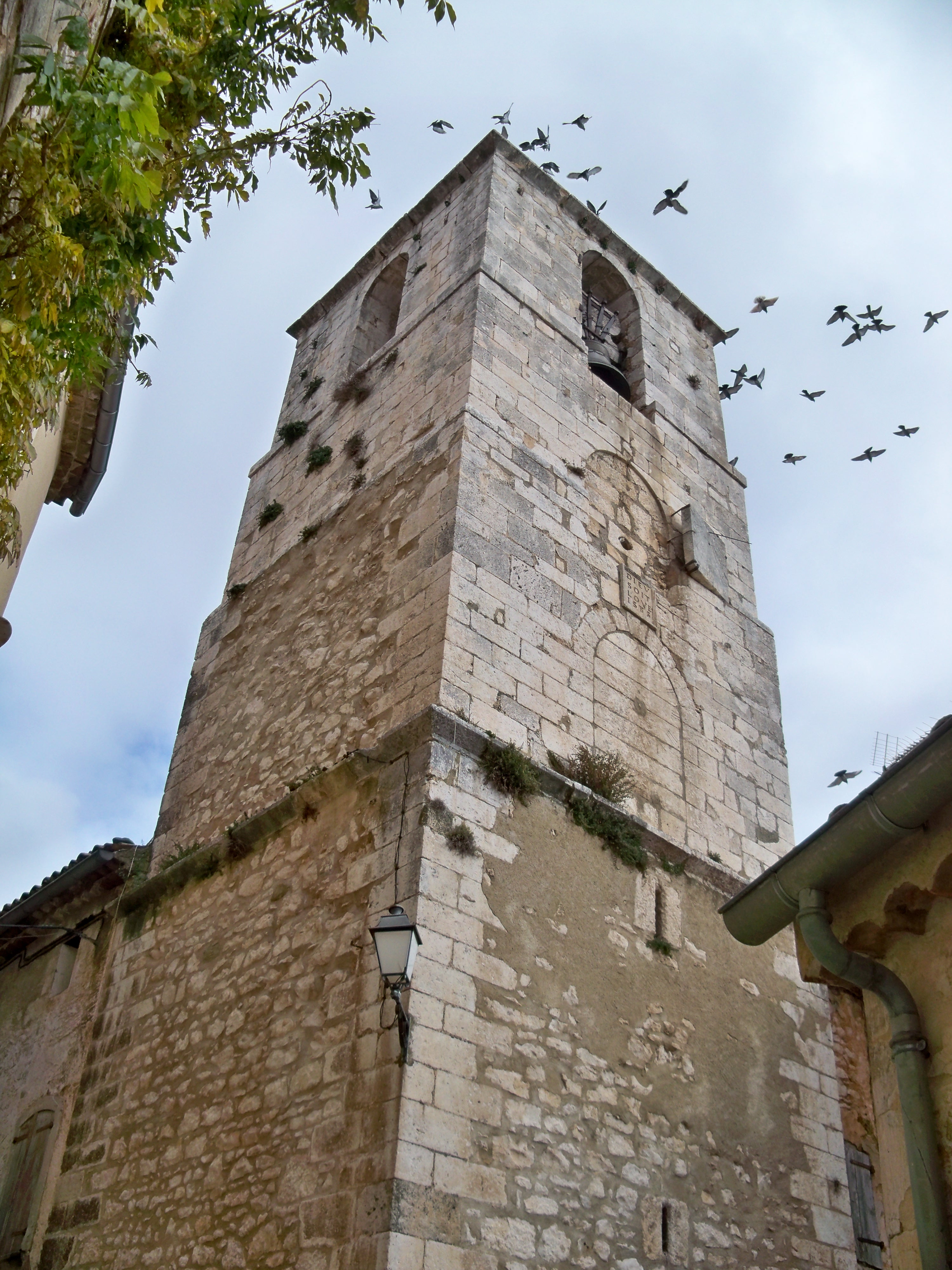
Clocher Saint-Jean (1585).

### Architecture militaire
- Tour de Valsaintes
- Château de Boulinette (XVIIe siècle)
- Restes des remparts, portes fortifiées (3, dont 2 tardives[95])

### Architecture civile
- Château de la Flachère

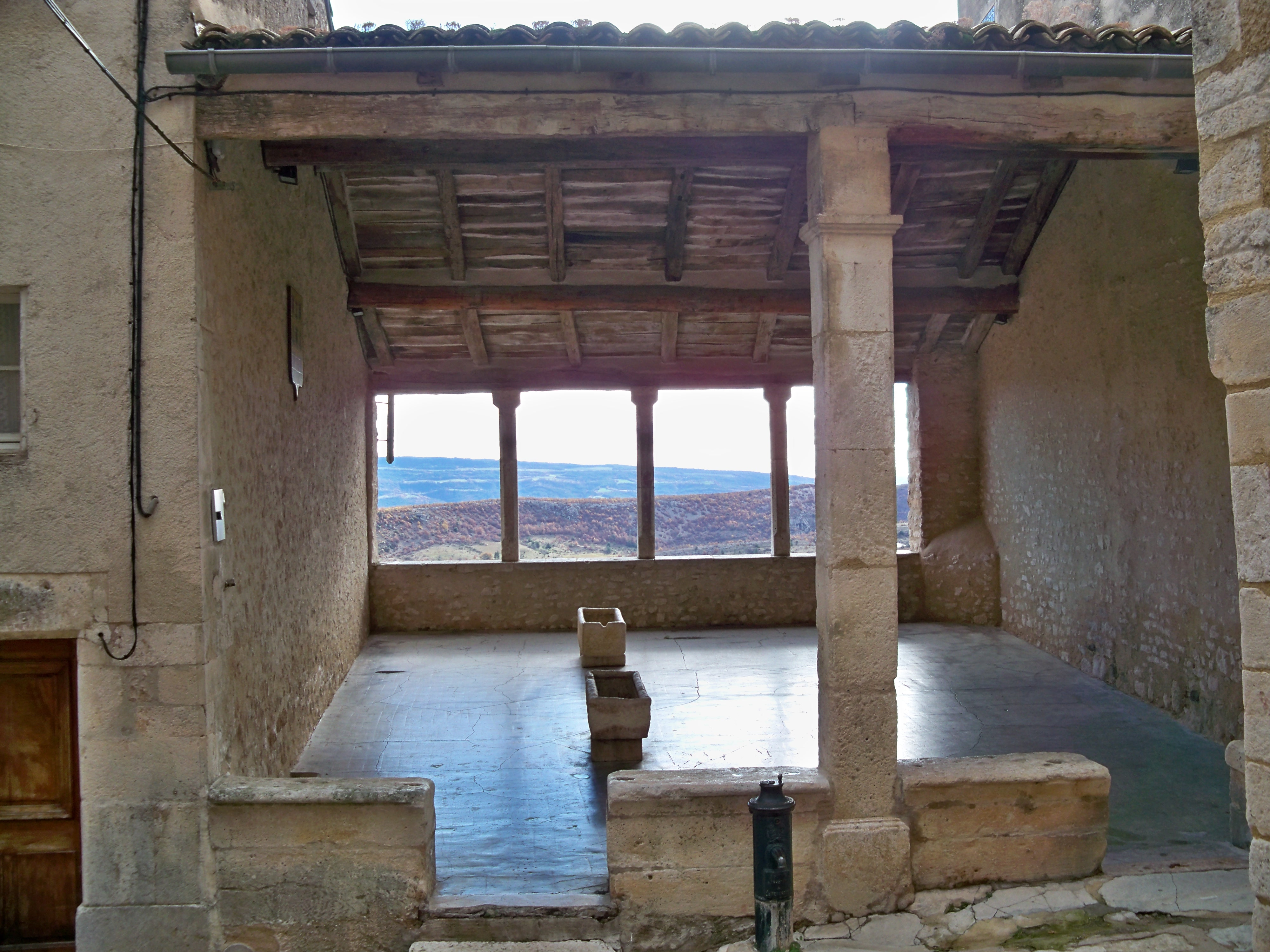
Halles couvertes du XVIe siècle.

- Une maison du centre du village possède un chapiteau orné du XIIe siècle, classé monument historique au titre objet[96],[97].
- Halles couvertes du XVIe siècle
- Maison Coubine (du XVIIe, portail classé monument historique[98])
- Hôtel Pontevès
- Hôtel de Ponson du Terrail, dont la clef de voûte de l'arc en plein cintre est orné d'une feuille d'acanthe et d'un fronton[99].
- Relais du Chapeau-rouge
- Pigeonniers

### Habitat traditionnel
Les différentes formes d’habitat traditionnel provençal sont représentées dans la commune : maisons en hauteur au village, où hommes et bêtes vivaient sous le même toit, mais aussi des maisons isolées dans les collines. Au XIXe siècle se sont ajoutées hors du village des maisons à terre. Toutes ces constructions sont pensées pour les besoins agricoles : terrasse pour sécher les fruits, grenier pour serrer le foin et le grain.

Constructions traditionnelles de Simiane-la-Rotonde.
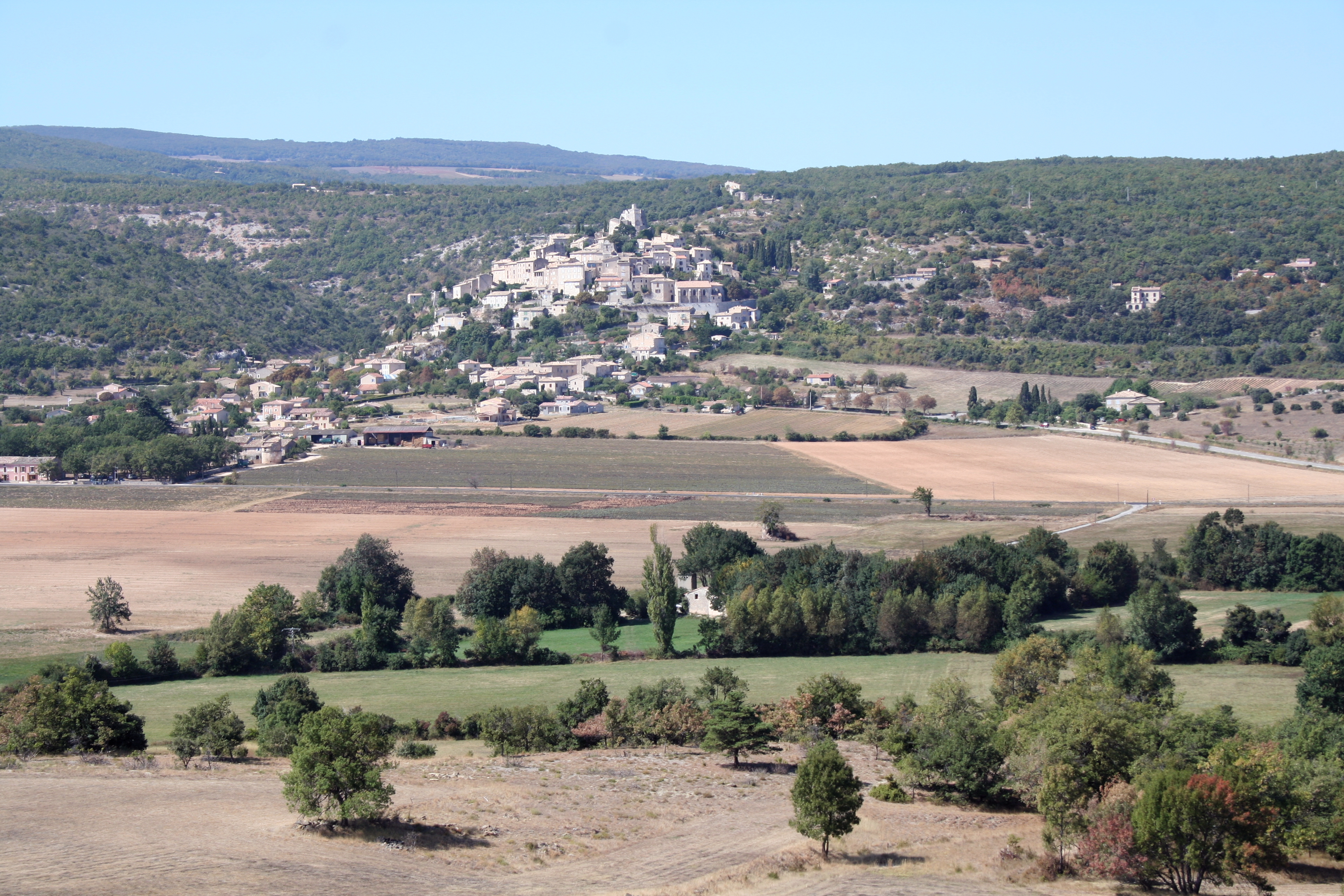
Simiane sur son éperon rocheux.
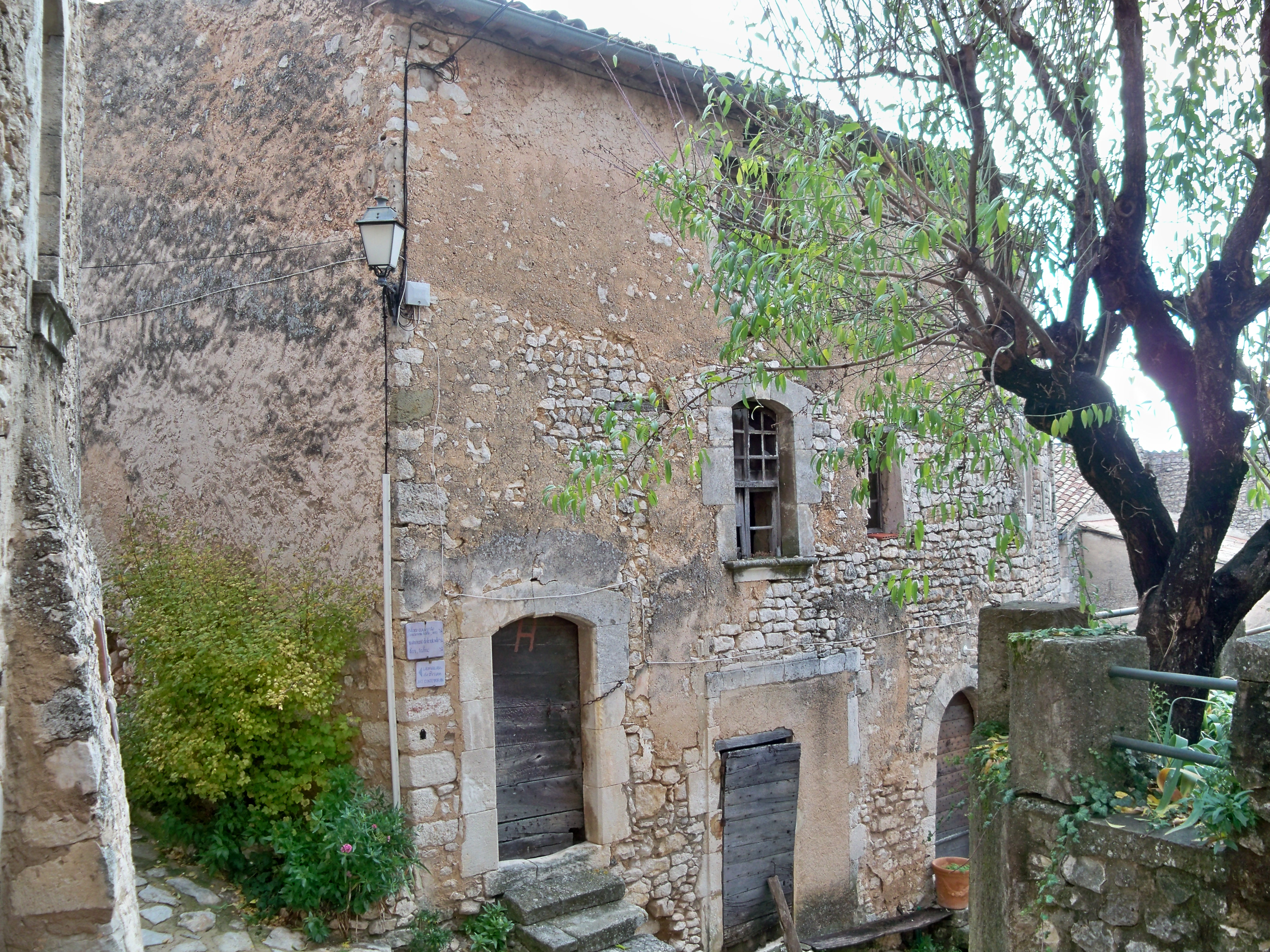
Maison en hauteur avec le rez-de-chaussée réservé au bétail et l'étage au paysan villageois et à sa famille.
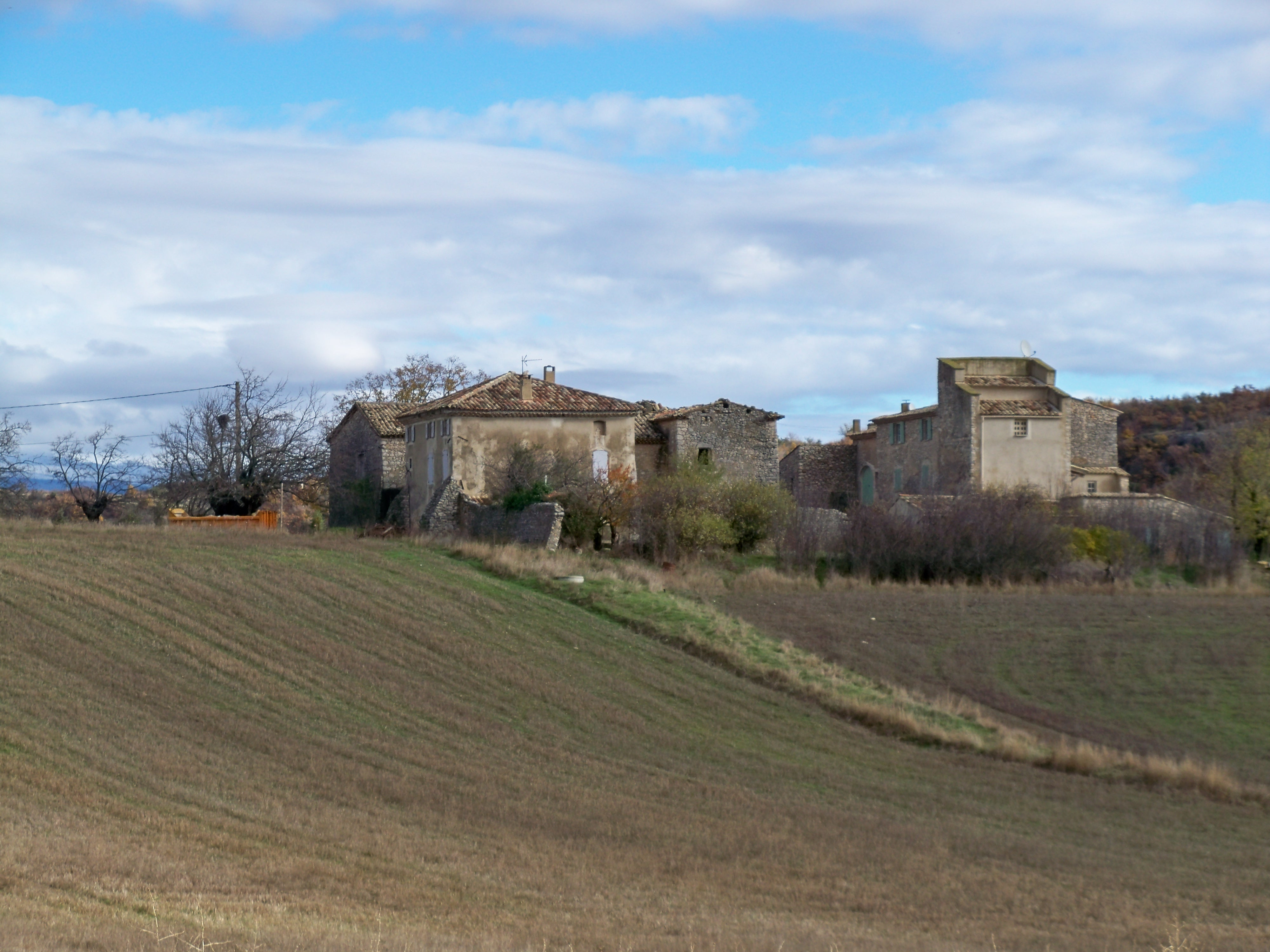
Maison à terre à Simiane avec son pigeonnier.
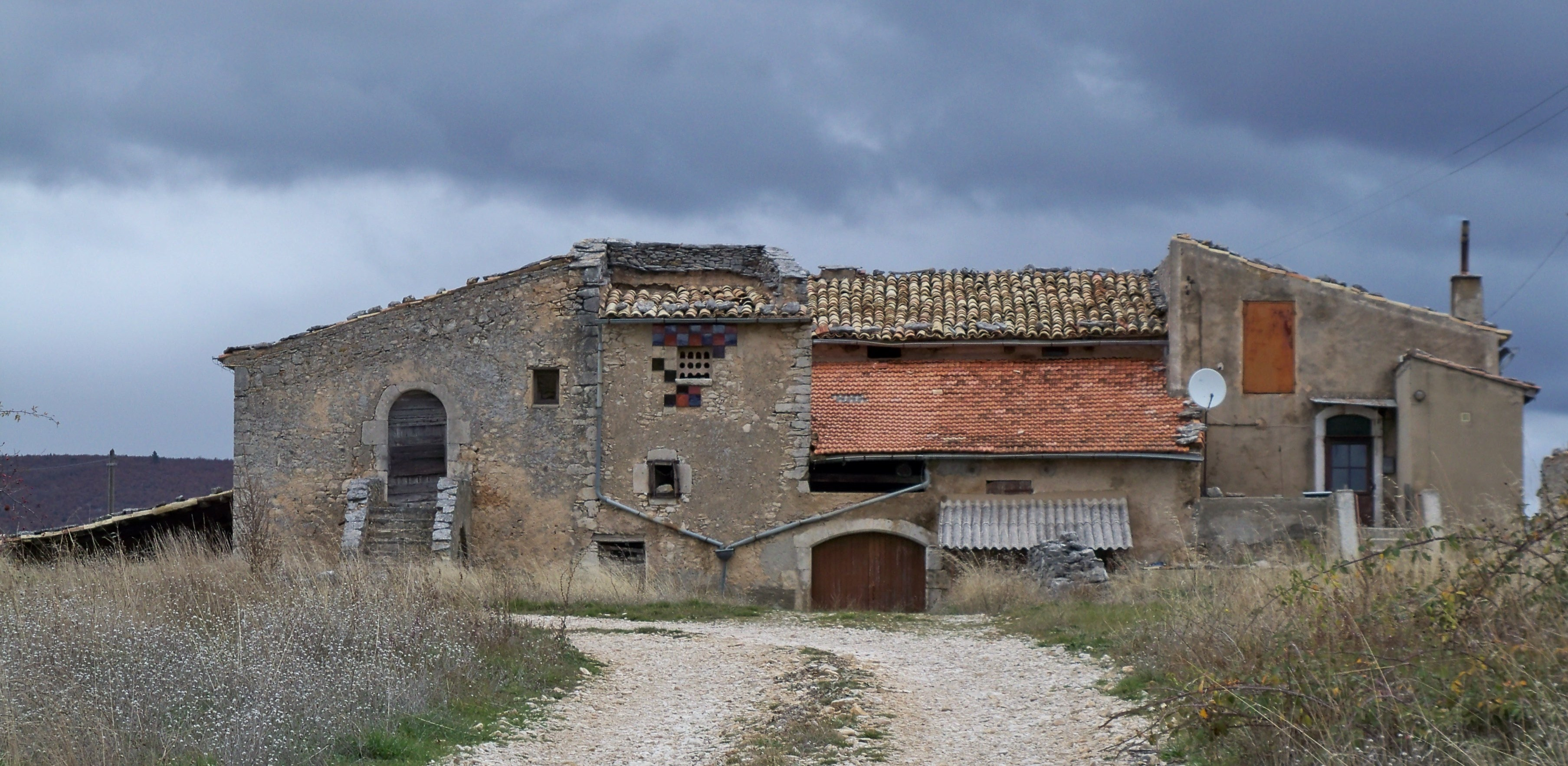
Maison à terre à Simiane avec son pigeonnier et ses dépendances.
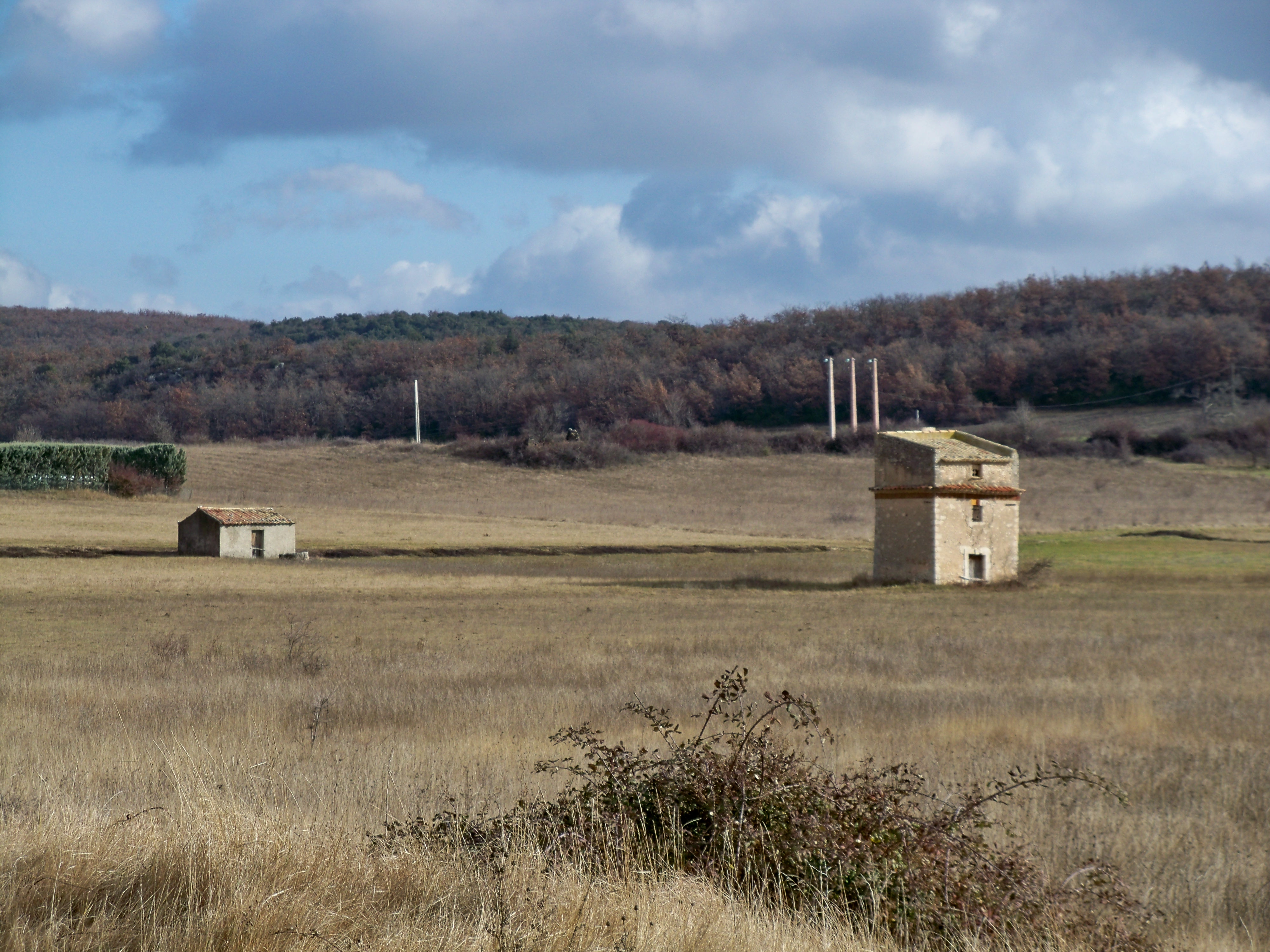
Pigeonnier et cabanon.
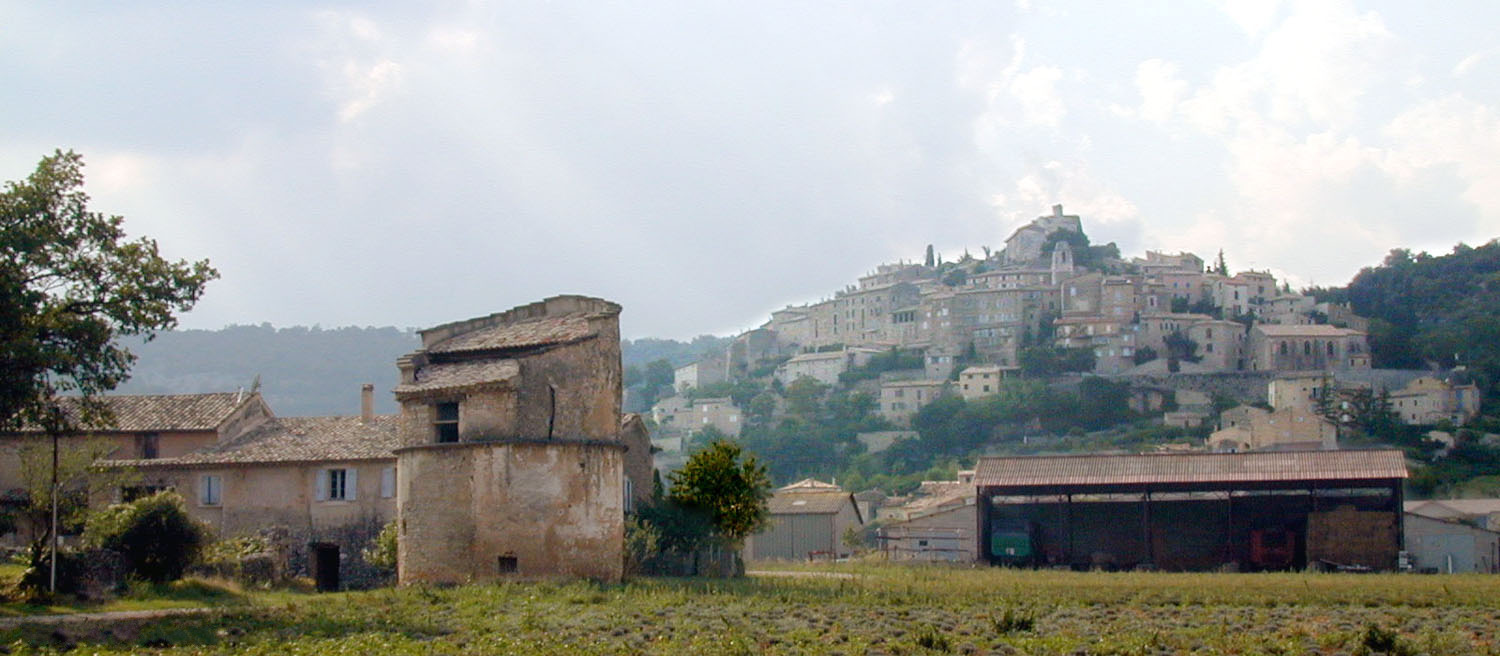
Pigeonnier isolé de l'habitat principal.

Les pigeonniers de particuliers sont souvent construits au XIXe siècle, et se signalent par des plaques vernissées en façade, protégeant les oiseaux des rongeurs. L'approvisionnement en eau des différentes constructions était très souvent complété par une citerne qui recueillait les eaux de pluie de la toiture.
Les cabanons fournissent un habitat aménagé près de champs ou de vignes éloignées.

## Personnalités liées à la commune
- La famille des Simiane, importante famille de la noblesse de Provence.
- Jean Pélissier (1607-1628), natif, prieur à Simiane, évêque d'Apt.
- Jean Joseph André Montjallard (1740-1791), curé, homme politique né à Simiane, député du clergé aux Etats-Généraux de 1789.
- Jean François Palhier de Sylvabelle (1748-1822), natif, maire de Simiane et député aux Cinq-Cents.
- Pierre Alexis de Ponson du Terrail (1829-1871), natif, feuilletoniste, dont la famille est originaire de Simiane-la-Rotonde.
- Henri Laugier (1888-1973), physiologiste.
- Jacqueline Lamba (1910-1993), peintre.
- Pierre Martel (1923-2001), fondateur des Alpes de Lumière, curé de la paroisse de 1947 à 1955.
- Othon Coubine (1883-1969), peintre d’origine tchèque qui a vécu à Simiane à partir des années 1920.

### Héraldique
| Blason de Simiane-la-Rotonde | Blason  | D'or à cinq tours d'azur équipollées à quatre fleurs de lys du même. |
| Blason de Simiane-la-Rotonde | Détails | Blason utilisé par la commune.                                       |